# Liste der Kulturdenkmale in Berlin-Schöneberg

Lage von Schöneberg in Berlin

In der Liste der Kulturdenkmale von Schöneberg sind die Kulturdenkmale des Berliner Ortsteils Schöneberg im Bezirk Tempelhof-Schöneberg aufgeführt.

## Denkmalbereiche (Ensembles)
| Nr.      | Lage                                                                                          | Offizielle Bezeichnung | Bestandteile / Beschreibung | Bild                                |
| -------- | --------------------------------------------------------------------------------------------- | --- | --- | ----------------------------------- |
| 09066403 | Blumenthalstraße 1–7, 17–18 (Lage)                                                            | Mietshausgruppe Baudenkmal siehe: Blumenthalstraße 18                                                                                  | Weitere Bestandteile des Ensembles: | Weitere Bestandteile des Ensembles: |
| 09066403 | Blumenthalstraße 1–7, 17–18 (Lage)                                                            | Mietshausgruppe Baudenkmal siehe: Blumenthalstraße 18                                                                                  | 09066405 – Blumenthalstraße 1, Mietshaus, 1874 von F. Hamann |                                     |
| 09066403 | Blumenthalstraße 1–7, 17–18 (Lage)                                                            | Mietshausgruppe Baudenkmal siehe: Blumenthalstraße 18                                                                                  | 09066406 – Blumenthalstraße 2, Mietshaus, 1874 von Carl Arndtheim |                                     |
| 09066403 | Blumenthalstraße 1–7, 17–18 (Lage)                                                            | Mietshausgruppe Baudenkmal siehe: Blumenthalstraße 18                                                                                  | 09066407 – Blumenthalstraße 5, Mietshaus, 1874–1876 von A. F. Kurstaedt                                                                                               |                                     |
| 09066403 | Blumenthalstraße 1–7, 17–18 (Lage)                                                            | Mietshausgruppe Baudenkmal siehe: Blumenthalstraße 18                                                                                  | 09066408 – Blumenthalstraße 6, Mietshaus, 1874 von L. Stützke |                                     |
| 09066403 | Blumenthalstraße 1–7, 17–18 (Lage)                                                            | Mietshausgruppe Baudenkmal siehe: Blumenthalstraße 18                                                                                  | 09066409 – Blumenthalstraße 7, Mietshaus, 1874 von F. Hamann |                                     |
| 09066403 | Blumenthalstraße 1–7, 17–18 (Lage)                                                            | Mietshausgruppe Baudenkmal siehe: Blumenthalstraße 18                                                                                  | 09066410 – Blumenthalstraße 17, Mietshaus, 1874–1875 von Eduard Wilhelm Paesler                                                                                       |                                     |
| 09066491 | Grunewaldstraße 83–89 Gleditschstraße 75 (Lage)                                               | Mietshäuser Baudenkmale siehe: Grunewaldstraße 83, 84, 85, 86, 87, 88, 89                                                              | |                                     |
| 09095965 | Hauptstraße 40–48, 125–126 Belziger Straße 63/67 Dominicusstraße 15/19 A–B, 21A (Lage)        | Dorf Schöneberg mit begrüntem Dorfanger Baudenkmale siehe: Hauptstraße 40, 42, 43, 44, 45, 46, 126 Gartendenkmal siehe: Hauptstraße 46 | Weitere Bestandteile des Ensembles: | Weitere Bestandteile des Ensembles: |
| 09095965 | Hauptstraße 40–48, 125–126 Belziger Straße 63/67 Dominicusstraße 15/19 A–B, 21A (Lage)        | Dorf Schöneberg mit begrüntem Dorfanger Baudenkmale siehe: Hauptstraße 40, 42, 43, 44, 45, 46, 126 Gartendenkmal siehe: Hauptstraße 46 | 09065194 – Hauptstraße, Begrünter Dorfanger |                                     |
| 09095965 | Hauptstraße 40–48, 125–126 Belziger Straße 63/67 Dominicusstraße 15/19 A–B, 21A (Lage)        | Dorf Schöneberg mit begrüntem Dorfanger Baudenkmale siehe: Hauptstraße 40, 42, 43, 44, 45, 46, 126 Gartendenkmal siehe: Hauptstraße 46 | 09010215 – Hauptstraße 125, Wohnhaus, 1891 von E. Günzel |                                     |
| 09066541 | Hewaldstraße 2–10 Heylstraße 4–7, 28–29 Innsbrucker Straße 37 Martin-Luther-Straße 120 (Lage) | Mietshausgruppe Baudenkmale siehe: Hewaldstraße 2, 3, 9, 10 Heylstraße 4, 28, 29 Innsbrucker Straße 37                                 | Weitere Bestandteile des Ensembles: | Weitere Bestandteile des Ensembles: |
| 09066541 | Hewaldstraße 2–10 Heylstraße 4–7, 28–29 Innsbrucker Straße 37 Martin-Luther-Straße 120 (Lage) | Mietshausgruppe Baudenkmale siehe: Hewaldstraße 2, 3, 9, 10 Heylstraße 4, 28, 29 Innsbrucker Straße 37                                 | 09066545 – Hewaldstraße 4, Mietshaus, um 1910 |                                     |
| 09066541 | Hewaldstraße 2–10 Heylstraße 4–7, 28–29 Innsbrucker Straße 37 Martin-Luther-Straße 120 (Lage) | Mietshausgruppe Baudenkmale siehe: Hewaldstraße 2, 3, 9, 10 Heylstraße 4, 28, 29 Innsbrucker Straße 37                                 | 09066546 – Hewaldstraße 5, Mietshaus, um 1910 |                                     |
| 09066541 | Hewaldstraße 2–10 Heylstraße 4–7, 28–29 Innsbrucker Straße 37 Martin-Luther-Straße 120 (Lage) | Mietshausgruppe Baudenkmale siehe: Hewaldstraße 2, 3, 9, 10 Heylstraße 4, 28, 29 Innsbrucker Straße 37                                 | 09066547 – Hewaldstraße 6 / Heylstraße 6, Mietshaus, um 1910 |                                     |
| 09066541 | Hewaldstraße 2–10 Heylstraße 4–7, 28–29 Innsbrucker Straße 37 Martin-Luther-Straße 120 (Lage) | Mietshausgruppe Baudenkmale siehe: Hewaldstraße 2, 3, 9, 10 Heylstraße 4, 28, 29 Innsbrucker Straße 37                                 | 09066548 – Hewaldstraße 7 / Heylstraße 5, Mietshaus, um 1910 |                                     |
| 09066541 | Hewaldstraße 2–10 Heylstraße 4–7, 28–29 Innsbrucker Straße 37 Martin-Luther-Straße 120 (Lage) | Mietshausgruppe Baudenkmale siehe: Hewaldstraße 2, 3, 9, 10 Heylstraße 4, 28, 29 Innsbrucker Straße 37                                 | 09066549 – Hewaldstraße 8–8a, Mietshaus, 1957–1958 von Hans Kamper |                                     |
| 09066583 | Kulmer Straße 12–20A, 24–26, 28, 30–31 Steinmetzstraße 46–50 (Lage)                           | Mietshausgruppe Gesamtanlage siehe: Kulmer Straße 15 Baudenkmale siehe: Kulmer Straße 12, 13, 14, 16, 20, 20A, 26, 30, 31              | Weitere Bestandteile des Ensembles: | Weitere Bestandteile des Ensembles: |
| 09066583 | Kulmer Straße 12–20A, 24–26, 28, 30–31 Steinmetzstraße 46–50 (Lage)                           | Mietshausgruppe Gesamtanlage siehe: Kulmer Straße 15 Baudenkmale siehe: Kulmer Straße 12, 13, 14, 16, 20, 20A, 26, 30, 31              | 09066591 – Kulmer Straße 17, Mietshaus, um 1885 |                                     |
| 09066583 | Kulmer Straße 12–20A, 24–26, 28, 30–31 Steinmetzstraße 46–50 (Lage)                           | Mietshausgruppe Gesamtanlage siehe: Kulmer Straße 15 Baudenkmale siehe: Kulmer Straße 12, 13, 14, 16, 20, 20A, 26, 30, 31              | 09066592 – Kulmer Straße 18, Mietshaus, um 1885 |                                     |
| 09066583 | Kulmer Straße 12–20A, 24–26, 28, 30–31 Steinmetzstraße 46–50 (Lage)                           | Mietshausgruppe Gesamtanlage siehe: Kulmer Straße 15 Baudenkmale siehe: Kulmer Straße 12, 13, 14, 16, 20, 20A, 26, 30, 31              | 09066593 – Kulmer Straße 19, Mietshaus, um 1885 |                                     |
| 09066583 | Kulmer Straße 12–20A, 24–26, 28, 30–31 Steinmetzstraße 46–50 (Lage)                           | Mietshausgruppe Gesamtanlage siehe: Kulmer Straße 15 Baudenkmale siehe: Kulmer Straße 12, 13, 14, 16, 20, 20A, 26, 30, 31              | 09066594 – Kulmer Straße 24, Mietshaus, um 1885 |                                     |
| 09066583 | Kulmer Straße 12–20A, 24–26, 28, 30–31 Steinmetzstraße 46–50 (Lage)                           | Mietshausgruppe Gesamtanlage siehe: Kulmer Straße 15 Baudenkmale siehe: Kulmer Straße 12, 13, 14, 16, 20, 20A, 26, 30, 31              | 09066595 – Kulmer Straße 25, Mietshaus, um 1885 |                                     |
| 09066583 | Kulmer Straße 12–20A, 24–26, 28, 30–31 Steinmetzstraße 46–50 (Lage)                           | Mietshausgruppe Gesamtanlage siehe: Kulmer Straße 15 Baudenkmale siehe: Kulmer Straße 12, 13, 14, 16, 20, 20A, 26, 30, 31              | 09066596 – Kulmer Straße 28, Mietshaus, um 1885 |                                     |
| 09066583 | Kulmer Straße 12–20A, 24–26, 28, 30–31 Steinmetzstraße 46–50 (Lage)                           | Mietshausgruppe Gesamtanlage siehe: Kulmer Straße 15 Baudenkmale siehe: Kulmer Straße 12, 13, 14, 16, 20, 20A, 26, 30, 31              | Ehemalige Bestandteile des Ensembles: Nachfolgebauten der um 1885 errichteten Mietshäuser aus den 1960ern. 2001 wurden die Neubauten wieder von der Liste gestrichen. |                                     |
| 09066583 | Kulmer Straße 12–20A, 24–26, 28, 30–31 Steinmetzstraße 46–50 (Lage)                           | Mietshausgruppe Gesamtanlage siehe: Kulmer Straße 15 Baudenkmale siehe: Kulmer Straße 12, 13, 14, 16, 20, 20A, 26, 30, 31              | Kulmer Straße 27, Mietshaus, um 1960 |                                     |
| 09066583 | Kulmer Straße 12–20A, 24–26, 28, 30–31 Steinmetzstraße 46–50 (Lage)                           | Mietshausgruppe Gesamtanlage siehe: Kulmer Straße 15 Baudenkmale siehe: Kulmer Straße 12, 13, 14, 16, 20, 20A, 26, 30, 31              | Kulmer Straße 29, Mietshaus, um 1960 |                                     |
| 09066646 | Nymphenburger Straße 2–4, 7–9 (Lage)                                                          | Mietshausgruppe Baudenkmale siehe: Nymphenburger Straße 2, 3, 4, 9                                                                     | Weitere Bestandteile des Ensembles: | Weitere Bestandteile des Ensembles: |
| 09066646 | Nymphenburger Straße 2–4, 7–9 (Lage)                                                          | Mietshausgruppe Baudenkmale siehe: Nymphenburger Straße 2, 3, 4, 9                                                                     | 09066650 – Nymphenburger Straße 7, Mietshaus, 1913 |                                     |
| 09066646 | Nymphenburger Straße 2–4, 7–9 (Lage)                                                          | Mietshausgruppe Baudenkmale siehe: Nymphenburger Straße 2, 3, 4, 9                                                                     | 09066651 – Nymphenburger Straße 8, Mietshaus, 1913 |                                     |
| 09066716 | Wielandstraße 8–14A Hedwigstraße 12/12A (Lage)                                                | Mietshausgruppe Baudenkmale siehe: Wielandstraße 10, 11, 13, 14                                                                        | Weitere Bestandteile des Ensembles: | Weitere Bestandteile des Ensembles: |
| 09066716 | Wielandstraße 8–14A Hedwigstraße 12/12A (Lage)                                                | Mietshausgruppe Baudenkmale siehe: Wielandstraße 10, 11, 13, 14                                                                        | 09066717 – Wielandstraße 8, Mietshaus, um 1895 |                                     |
| 09066716 | Wielandstraße 8–14A Hedwigstraße 12/12A (Lage)                                                | Mietshausgruppe Baudenkmale siehe: Wielandstraße 10, 11, 13, 14                                                                        | 09066718 – Wielandstraße 9, Mietshaus, um 1900 |                                     |
| 09066716 | Wielandstraße 8–14A Hedwigstraße 12/12A (Lage)                                                | Mietshausgruppe Baudenkmale siehe: Wielandstraße 10, 11, 13, 14                                                                        | 09066721 – Wielandstraße 12, Mietshaus, um 1895 |                                     |
| 09066716 | Wielandstraße 8–14A Hedwigstraße 12/12A (Lage)                                                | Mietshausgruppe Baudenkmale siehe: Wielandstraße 10, 11, 13, 14                                                                        | 09066724 – Wielandstraße 14a / Hedwigstraße 12/12a, Mietshaus, um 1895                                                                                                |                                     |

## Denkmalbereiche (Gesamtanlagen)
| Nr.      | Lage | Offizielle Bezeichnung | Beschreibung | Bild                                                               |
| -------- | --- | --- | --- | ------------------------------------------------------------------ |
| 09066445 | Alboinstraße 18–24 Sachsendamm 47 (Lage) | Reichsbahnausbesserungswerk Tempelhof (vormalige Königliche Eisenbahn-Hauptwerkstatt Tempelhof) | Schmiede der Wagenreparaturhalle |                                                                    |
| 09066445 | Alboinstraße 18–24 Sachsendamm 47 (Lage) | Reichsbahnausbesserungswerk Tempelhof (vormalige Königliche Eisenbahn-Hauptwerkstatt Tempelhof) | Lokomotiv-Reparaturwerkstatt, Halle I, 1877–1879 von Friedrich Lantzendörffer und L. Stoesger; Halle II, um 1895; Halle III–V, 1909–1911; Halle VI, um 1920 |                                                                    |
| 09066445 | Alboinstraße 18–24 Sachsendamm 47 (Lage) | Reichsbahnausbesserungswerk Tempelhof (vormalige Königliche Eisenbahn-Hauptwerkstatt Tempelhof) | Mahnmal, nach 1945 |                                                                    |
| 09066445 | Alboinstraße 18–24 Sachsendamm 47 (Lage) | Denkmalverlust: Wohnhäuser & Lokomotivwerkstätten | Erbaut 1908 von Schwartz und Lücking, im Zuge der Nutzung des Geländes durch Möbelgeschäft und Baumarkt wurden 2005 die Wohnhäuser abgerissen, außerdem 2002: Abbruch der Kümpelschmiede, der Vorbauten und der Lok-Waschhalle, Entfernung von Gleisen und der Azetylenaufbereitungsanlage, Teilabbruch der Drehscheibe sowie des Waschhauses, der Einfriedung und Nordwand der Schmiede, Abriss von Casino, Pförtnergebäude und Anbauten |                                                                    |
| 09066374 | Arnulfstraße 1–38, 116–136 Domnauer Straße 1a–4, 12–39 Eythstraße 45, 51–63 Harkortstraße 1–8 Reglinstraße 2–22, 25, 26–26E, 27 Röblingstraße 1–23, 27, 29, 37–79 Suttnerstraße 1–24 (Lage)                                                                  | Siedlung Lindenhof I | Reihenhäuser mit Gärten, 1918–1921 von Martin Wagner, 1953–1954 Wiederaufbau und Neubau von Sobotka & Müller (siehe auch Gartendenkmal Freiflächen und Gartenanlagen) |                                                                    |
| 09066374 | Arnulfstraße 1–38, 116–136 Domnauer Straße 1a–4, 12–39 Eythstraße 45, 51–63 Harkortstraße 1–8 Reglinstraße 2–22, 25, 26–26E, 27 Röblingstraße 1–23, 27, 29, 37–79 Suttnerstraße 1–24 (Lage)                                                                  | Siedlung Lindenhof I | Wohnhäuser, 1918–1921 von Martin Wagner, 1953–1954 Wiederaufbau von Sobotka & Müller |                                                                    |
| 09066374 | Arnulfstraße 1–38, 116–136 Domnauer Straße 1a–4, 12–39 Eythstraße 45, 51–63 Harkortstraße 1–8 Reglinstraße 2–22, 25, 26–26E, 27 Röblingstraße 1–23, 27, 29, 37–79 Suttnerstraße 1–24 (Lage)                                                                  | Siedlung Lindenhof I | Zeilenhäuser, 1953–1954 von Sobotka & Müller |                                                                    |
| 09066375 | Badensche Straße 1–1b Martin-Luther-Straße 88–96 Salzburger Straße 1–6 Wartburgstraße 32–37 (Lage) | Wohnanlage Schöneberg | 1906–1907 von Paul Mebes, gehört zu Beamten-Wohnungs-Verein zu Berlin |                                                                    |
| 09066384 | Barbarossastraße 62 Karl-Schrader-Straße 9/10 (Lage) | Haus des Berliner Krippenvereins | Mietshaus, 1907–1908 von Walter Kern |                                                                    |
| 09066384 | Barbarossastraße 62 Karl-Schrader-Straße 9/10 (Lage) | Haus des Berliner Krippenvereins | Vereinshaus, 1907–1908 von Walter Kern |                                                                    |
| 09066399 | Bessemerstraße 2–14 (Lage) | Schultheiss-Mälzerei | Silo und neues Verwaltungsgebäude stehen nicht unter Denkmalschutz | Silo und neues Verwaltungsgebäude stehen nicht unter Denkmalschutz |
| 09066399 | Bessemerstraße 2–14 (Lage) | Schultheiss-Mälzerei | Hauptgebäude (Daree), 1913–1915 von Schlüter |                                                                    |
| 09066399 | Bessemerstraße 2–14 (Lage) | Schultheiss-Mälzerei | Maschinenhaus, 1913–1915 von Schlüter |                                                                    |
| 09066399 | Bessemerstraße 2–14 (Lage) | Schultheiss-Mälzerei | Kellereigebäude, 1913–1915 von Schlüter |                                                                    |
| 09066399 | Bessemerstraße 2–14 (Lage) | Schultheiss-Mälzerei | Verwaltungsgebäude, 1913–1915 von Schlüter |                                                                    |
| 09066399 | Bessemerstraße 2–14 (Lage) | Schultheiss-Mälzerei | Lagerhalle, 1913–1915 von Schlüter |                                                                    |
| 09066419 | Ceciliengärten 2–53 Baumeisterstraße 4–8 Rubensstraße 14–50 Semperstraße 2 Sponholzstraße 40/41 Traegerstraße 2/3 (Lage) | Siedlung Ceciliengärten | 1924–1928 von Heinz Lassen (siehe auch Gartendenkmal Grünanlagen der Siedlung) |                                                                    |
| 09097748 | Dominicusstraße 37–43 Ebersstraße 20/21 Feurigstraße 41–48 Prinz-Georg-Straße 1–2 (Lage) | Wohnanlage Schöneberger Terrassen | Randbebauung Dominicusstraße, 1976–1979 von Waldemar Poreike |                                                                    |
| 09097748 | Dominicusstraße 37–43 Ebersstraße 20/21 Feurigstraße 41–48 Prinz-Georg-Straße 1–2 (Lage) | Wohnanlage Schöneberger Terrassen | Hofansicht: |                                                                    |
| 09097748 | Dominicusstraße 37–43 Ebersstraße 20/21 Feurigstraße 41–48 Prinz-Georg-Straße 1–2 (Lage) | Wohnanlage Schöneberger Terrassen | Terrassen an der Feurigstraße 41–48 |                                                                    |
| 09097748 | Dominicusstraße 37–43 Ebersstraße 20/21 Feurigstraße 41–48 Prinz-Georg-Straße 1–2 (Lage) | Wohnanlage Schöneberger Terrassen | Terrassen an der Prinz-Georg-Straße 1 und 2 |                                                                    |
| 09097748 | Dominicusstraße 37–43 Ebersstraße 20/21 Feurigstraße 41–48 Prinz-Georg-Straße 1–2 (Lage) | Wohnanlage Schöneberger Terrassen | Terrassen an der Ebersstraße 20 und 21 |                                                                    |
| 09066434 | Ebersstraße 67 Dominicusstraße 56 Sachsendamm 1 Werdauer Weg 2 (Lage) | S-Bahnhof Schöneberg | Beamtenwohnhaus der Ringbahn, 1871 |                                                                    |
| 09066434 | Ebersstraße 67 Dominicusstraße 56 Sachsendamm 1 Werdauer Weg 2 (Lage) | S-Bahnhof Schöneberg | Empfangsgebäude der Ringbahn, 1896–1897 von Fritz Klingholz |                                                                    |
| 09066434 | Ebersstraße 67 Dominicusstraße 56 Sachsendamm 1 Werdauer Weg 2 (Lage) | S-Bahnhof Schöneberg | Eingang Dominicusstraße |                                                                    |
| 09066434 | Ebersstraße 67 Dominicusstraße 56 Sachsendamm 1 Werdauer Weg 2 (Lage) | S-Bahnhof Schöneberg | Vorort- und Ringbahnhof, 1930–1933 von Carl-Heinz Schwenneke und Erich Zimmermann |                                                                    |
| 09066434 | Ebersstraße 67 Dominicusstraße 56 Sachsendamm 1 Werdauer Weg 2 (Lage) | S-Bahnhof Schöneberg | Eisenbahnbrücken mit Widerlager (Ringbahn) über den Sachsendamm |                                                                    |
| 09066434 | Ebersstraße 67 Dominicusstraße 56 Sachsendamm 1 Werdauer Weg 2 (Lage) | S-Bahnhof Schöneberg | S1-Bahnbrücken über die Dominicusstraße |                                                                    |
| 09066434 | Ebersstraße 67 Dominicusstraße 56 Sachsendamm 1 Werdauer Weg 2 (Lage) | S-Bahnhof Schöneberg | Ladenlokal, Stütz-, Futter- und Böschungsmauern |                                                                    |
| 09066437 | Eisackstraße 3–14, 29–40 Traegerstraße 5–6 (Lage) | Wohnanlage | 1924–1928 von Heinz Lassen |                                                                    |
| 09066446 | Eresburgstraße 22/23 Bessemerstraße 1–11 (Lage) | Isophon-Fabrik (ursprünglich Rechenmaschinenfabrik Ludwig Spitz & Co. GmbH) | Fabrikgebäude, 1923–1924 von Otto Schröder |                                                                    |
| 09066446 | Eresburgstraße 22/23 Bessemerstraße 1–11 (Lage) | Isophon-Fabrik (ursprünglich Rechenmaschinenfabrik Ludwig Spitz & Co. GmbH) | Pförtnerhäuschen |                                                                    |
| 09066446 | Eresburgstraße 22/23 Bessemerstraße 1–11 (Lage) | Isophon-Fabrik (ursprünglich Rechenmaschinenfabrik Ludwig Spitz & Co. GmbH) | Garagen |                                                                    |
| 09066446 | Eresburgstraße 22/23 Bessemerstraße 1–11 (Lage) | Isophon-Fabrik (ursprünglich Rechenmaschinenfabrik Ludwig Spitz & Co. GmbH) | Lagerschuppen, 1942 |                                                                    |
| 09066447 | Eresburgstraße 24–29 Alboinstraße 26–34 Magirusstraße 8–10 (Lage) | Schlüterbrot-Bärenbrot-Fabrik (ursprünglich Schlüter-Brotfabrik) | Verwaltungsgebäude, 1927–1928 von Bruno Buch |                                                                    |
| 09066447 | Eresburgstraße 24–29 Alboinstraße 26–34 Magirusstraße 8–10 (Lage) | Schlüterbrot-Bärenbrot-Fabrik (ursprünglich Schlüter-Brotfabrik) | Fabrikanlage |                                                                    |
| 09066447 | Eresburgstraße 24–29 Alboinstraße 26–34 Magirusstraße 8–10 (Lage) | Schlüterbrot-Bärenbrot-Fabrik (ursprünglich Schlüter-Brotfabrik) | Fuhrpark des Ullstein-Verlages, 1924–1926 von Oskar Garbe, später von der Brotfabrik übernommen |                                                                    |
| 09066447 | Eresburgstraße 24–29 Alboinstraße 26–34 Magirusstraße 8–10 (Lage) | Schlüterbrot-Bärenbrot-Fabrik (ursprünglich Schlüter-Brotfabrik) | Wohnhäuser |                                                                    |
| 09066447 | Eresburgstraße 24–29 Alboinstraße 26–34 Magirusstraße 8–10 (Lage) | Denkmalverlust: | 2010 erfolgte ein Teilabbriss der Wohnhäuser und der Garagenzeile des Ullstein-Fuhrparks sowie diverser Anbauten der Backhalle für Parkraum |                                                                    |
| 09066707 | EUREF-Campus 3, 15, 15B, 16–25 Torgauer Straße (Lage) | Gaswerk Schöneberg | Retortenhaus (Haus 3), 1889–1891 von Leonard Drory, Richard Cramer, Alfred Messel, Umbau 1927–1928 |                                                                    |
| 09066707 | EUREF-Campus 3, 15, 15B, 16–25 Torgauer Straße (Lage) | Gaswerk Schöneberg | Kesselhaus mit Wasserturm (Haus 2), 1890–1891 von Leonard Drory, Richard Cramer, Alfred Messel, Wasserturm-Aufstockung 1923–1924 |                                                                    |
| 09066707 | EUREF-Campus 3, 15, 15B, 16–25 Torgauer Straße (Lage) | Gaswerk Schöneberg | Reglerhaus (Haus 1), 1898 von Schulz und Schlichting |                                                                    |
| 09066707 | EUREF-Campus 3, 15, 15B, 16–25 Torgauer Straße (Lage) | Gaswerk Schöneberg | Magazingebäude (Revierbüro, Haus 11) 1892 von Schulz und Schlichting, 1898 Erweiterung |                                                                    |
| 09066707 | EUREF-Campus 3, 15, 15B, 16–25 Torgauer Straße (Lage) | Gaswerk Schöneberg | Schmiede, Werkstatt und Lager (Haus 6), 1900 von Schulz und Schlichting, Erweiterung 1904 von P. Karchow |                                                                    |
| 09066707 | EUREF-Campus 3, 15, 15B, 16–25 Torgauer Straße (Lage) | Gaswerk Schöneberg | Werkstatt |                                                                    |
| 09066707 | EUREF-Campus 3, 15, 15B, 16–25 Torgauer Straße (Lage) | Gaswerk Schöneberg | Niederdruckgasbehälter „Schöneberg IV“ (Gerüst), 1908–1910 von der BAMAG |                                                                    |
| 09066707 | EUREF-Campus 3, 15, 15B, 16–25 Torgauer Straße (Lage) | Gaswerk Schöneberg | Schleusenhaus, um 1951 |                                                                    |
| 09066707 | EUREF-Campus 3, 15, 15B, 16–25 Torgauer Straße (Lage) | Gaswerk Schöneberg | 2010 erfolgte ein Teilabbriss von Garagen und Nebengelassen im Zuge des Euref-Ausbaus |                                                                    |
| 09066449 | Eythstraße 16–64 Bessemerstraße 44–76, 86–102 (Lage) | Wohnanlage Eythstraße (Erweiterung Lindenhofsiedlung) | 1929–1931 von Heinz Lassen |                                                                    |
| 09066449 | Eythstraße 16–64 Bessemerstraße 44–76, 86–102 (Lage) | Wohnanlage Eythstraße (Erweiterung Lindenhofsiedlung) | Erweiterung, 1930–1931 von Adolph Jürgensen (Bessemerstraße 44–76) |                                                                    |
| 09066450 | Feurigstraße 57 Ebersstraße 9 (Lage) | 10. und 11. Gemeindeschule (heute: Brandenburg- und Teltow-Grundschule) | Schulgebäude, 1900–1902 und 1905–1906 von Paul Egeling |                                                                    |
| 09066450 | Feurigstraße 57 Ebersstraße 9 (Lage) | 10. und 11. Gemeindeschule (heute: Brandenburg- und Teltow-Grundschule) | Musikschule |                                                                    |
| 09066450 | Feurigstraße 57 Ebersstraße 9 (Lage) | 10. und 11. Gemeindeschule (heute: Brandenburg- und Teltow-Grundschule) | Turnhalle |                                                                    |
| 09066450 | Feurigstraße 57 Ebersstraße 9 (Lage) | 10. und 11. Gemeindeschule (heute: Brandenburg- und Teltow-Grundschule) | Flachbauten |                                                                    |
| 09066457 | Freiherr-vom-Stein-Straße 11/11A Ehrwalder Straße 1–5 Kufsteiner Straße 39–59 Meraner Straße 38–56 (Lage) | Wohnanlage | 1931 von Rudolf Fränkel, Wiederaufbau, 1954–1958 von Otto Block |                                                                    |
| 09066477 | Grazer Damm 110–120, 122–122C, 124–170, 113–213 Brüggemannstraße 1–8 Grazer Platz 5–24 Kauschstraße 1–11 Overbeckstraße 1–3 Peter-Vischer-Straße 29–39, 41–44 Pöppelmannstraße 1–11 Riemenschneiderweg 2–88 Rubensstraße 53–61 Vorarlberger Damm 2–22 (Lage) | Siedlung Grazer Damm | 1938–1940 von Hugo Virchow, Richard Pardon, Carl Cramer, Ernst Danneberg |                                                                    |
| 09066477 | Grazer Damm 110–120, 122–122C, 124–170, 113–213 Brüggemannstraße 1–8 Grazer Platz 5–24 Kauschstraße 1–11 Overbeckstraße 1–3 Peter-Vischer-Straße 29–39, 41–44 Pöppelmannstraße 1–11 Riemenschneiderweg 2–88 Rubensstraße 53–61 Vorarlberger Damm 2–22 (Lage) | Siedlung Grazer Damm | Reliefs |                                                                    |
| 09066517 | Hauptstraße 14–16 (Lage) | Maison de Santé | Wohnhäuser Hauptstraße, 1862–1872 von Carl Netzband, 1882 von Ludwig Schmid, 1885–1886 von Max Ravoth |                                                                    |
| 09066517 | Belziger Straße 7–11 | Maison de Santé | Badehaus |                                                                    |
| 09066517 | Belziger Straße 7–11 | Maison de Santé | Lagerhalle |                                                                    |
| 09066517 | Belziger Straße 7–11 | Maison de Santé | Wohnhaus im Hof |                                                                    |
| 09066517 | Belziger Straße 7–11 | Maison de Santé | Hofgebäude |                                                                    |
| 09066517 | Belziger Straße 12–14 | Maison de Santé | Herren-Beobachtungsstation (heute: Kita) |                                                                    |
| 09066530 | Hauptstraße 47/48 Dominicusstraße 21A (Lage) | Evangelische Paul-Gerhardt-Kirche Bestandteil des Ensembles: Dorf Schöneberg | 1958–1964 (unter Einbeziehung einer Kapelle des Vorgängerbaus, 1908–1910 von Richard Schulze) von Hermann Fehling, Daniel Gogel und Peter Pfankuch |                                                                    |
| 09066530 | Hauptstraße 47/48 Dominicusstraße 21A (Lage) | Evangelische Paul-Gerhardt-Kirche Bestandteil des Ensembles: Dorf Schöneberg | Gemeindezentrum |                                                                    |
| 09066530 | Hauptstraße 47/48 Dominicusstraße 21A (Lage) | Evangelische Paul-Gerhardt-Kirche Bestandteil des Ensembles: Dorf Schöneberg | Superintendentur |                                                                    |
| 09040456 | Hoch- und Untergrundbahn | Hoch- und Untergrundbahn, Stammstrecke (heute: Teil der U-Bahn-Linie U1 und U2 zwischen U-Bahnhof Warschauer Straße und U-Bahnhof Ruhleben) Für weitere Bestandteile des Gesamtdenkmals siehe: Charlottenburg, Friedrichshain, Kreuzberg, Tiergarten, Westend | Bauabschnitte: - als Hochbahn zwischen den Stationen Gleisdreieck und Nollendorfplatz, einschließlich Brückenbauten und Einfahrtrampe, 1896–1902 von Siemens & Halske (Ingenieur Heinrich Schwieger), diverse Umbauten; - als Unterpflasterbahn zwischen den Stationen Nollendorfplatz und Wittenbergplatz, 1903–1906 und 1908–1913 (siehe auch Baudenkmale U-Bahnhöfe Bülowstraße, Nollendorfplatz, Wittenbergplatz)                     | U-Bahn zwischen Nollendorfplatz und Wittenbergplatz                |
| 09066560 | Innsbrucker Platz 4 Hauptstraße 62–63A Innsbrucker Straße 31–34 Martin-Luther-Straße 126–134 Voßbergstraße 5–7 (Lage) | Wohnanlage am Innsbrucker Platz | 1926–1927 von Paul Mebes und Paul Emmerich, Wiederaufbau 1949–1950 von Paul und Jürgen Emmerich |                                                                    |
| 09066571 | Karl-Schrader-Straße 7/8 Goltzstraße 43/44 (Lage) | Pestalozzi-Fröbel-Haus | Henriettenheim & Haus I, 1896–1898 von Becker & Schlüter |                                                                    |
| 09066571 | Karl-Schrader-Straße 7/8 Goltzstraße 43/44 (Lage) | Pestalozzi-Fröbel-Haus | Haus 2, 1906–1907 von Hans Jessen |                                                                    |
| 09066571 | Karl-Schrader-Straße 7/8 Goltzstraße 43/44 (Lage) | Pestalozzi-Fröbel-Haus | Haus 3, 1927 von Hans Jessen |                                                                    |
| 09097839 | Kleiststraße 3–6A Courbièrestraße 10 Maienstraße 2, 2A (Lage) | Wohn- und Geschäftshausanlage | Wohnturm, 1969–1972 von Fridtjof Schliephacke |                                                                    |
| 09097839 | Kleiststraße 3–6A Courbièrestraße 10 Maienstraße 2, 2A (Lage) | Wohn- und Geschäftshausanlage | Wohn- und Geschäftszeile |                                                                    |
| 09097839 | Kleiststraße 3–6A Courbièrestraße 10 Maienstraße 2, 2A (Lage) | Wohn- und Geschäftshausanlage | Wohnhaus Maienstraße 2 und 2a |                                                                    |
| 09066587 | Kulmer Straße 15 Steinmetzstraße 46–50 (Lage) | 126. und 143. Gemeindeschule (heute: Neumark-Grundschule) Bestandteil des Ensembles: Kulmer Straße | 1884–1886 von Stadtbauinspektor Ruis |                                                                    |
| 09066587 | Kulmer Straße 15 Steinmetzstraße 46–50 (Lage) | 126. und 143. Gemeindeschule (heute: Neumark-Grundschule) Bestandteil des Ensembles: Kulmer Straße | Lehrerwohnhaus, 1884–1885 von Ruis |                                                                    |
| 09066653 | Pallasstraße 8–12 (Lage) | Mietshäuser | 1896–1897 von Julius Krost und Bruno Möhring |                                                                    |
| 09066678 | Rubensstraße 3–47 Baumeisterstraße 9–16 Otzenstraße 1–15 Traegerstraße 4, 7–11 (Lage) | Wohnanlage | 1927–1928 von Paul Mebes und Paul Emmerich |                                                                    |
| 09066683 | Rubensstraße 89–109 Kauschstraße 6–22 Peter-Vischer-Straße 23–27 (Lage) | Wohnanlage | 1928–1929 von Peter Jürgensen |                                                                    |
| 09066684 | Sachsendamm 11–12 Priesterweg 2/10 (Lage) | Willibald-Gebhardt-Sportzentrum | Sporthalle mit Terrassenanlage, 1952–1954 von Friedrich Schrell |                                                                    |
| 09066684 | Sachsendamm 11–12 Priesterweg 2/10 (Lage) | Willibald-Gebhardt-Sportzentrum | Kasino |                                                                    |
| 09066684 | Sachsendamm 11–12 Priesterweg 2/10 (Lage) | Willibald-Gebhardt-Sportzentrum | Schwimmhalle, 1963–1967 von Hansrudolf Plarre und Wolfgang Jacobi |                                                                    |
| 09066684 | Sachsendamm 11–12 Priesterweg 2/10 (Lage) | Willibald-Gebhardt-Sportzentrum | Einfriedung des Parkplatzes |                                                                    |
| 09066684 | Sachsendamm 11–12 Priesterweg 2/10 (Lage) | Willibald-Gebhardt-Sportzentrum | Sportschule |                                                                    |
| 09066684 | Sachsendamm 11–12 Priesterweg 2/10 (Lage) | Willibald-Gebhardt-Sportzentrum | Olympischer Sportclub |                                                                    |
| 09066684 | Sachsendamm 11–12 Priesterweg 2/10 (Lage) | Willibald-Gebhardt-Sportzentrum | Umkleidekabinen |                                                                    |
| 09066684 | Sachsendamm 11–12 Priesterweg 2/10 (Lage) | Denkmalverlust: Radrennbahn Schöneberg | Erbaut 1959 von Friedrich Schrell, Abriss 2005 aufgrund von Verfall, Nachnutzung: Möbelhaus seit 2007, Wettkampfturm als Denkmal erhalten |                                                                    |
| 09066702 | Steinmetzstraße 79 Kurfürstenstraße 160 (Lage) | 53. und 99. Gemeindeschule | 1871–1872 von A. Hanel, 1929–1930 von Stadtbaurat Kolwes und Emil Freiberg |                                                                    |
| 09066702 | Steinmetzstraße 79 Kurfürstenstraße 160 (Lage) | 53. und 99. Gemeindeschule | Turnhalle |                                                                    |
| 09066710 | Viktoria-Luise-Platz 6 Welserstraße 5/7 (Lage) | Haus des Lette-Vereins | 1901–1902 von Alfred Messel |                                                                    |
| 09066710 | Viktoria-Luise-Platz 6 Welserstraße 5/7 (Lage) | Haus des Lette-Vereins | Hofgebäude, 1901–1902 von Alfred Messel |                                                                    |
| 09066728 | Wielandstraße 25–25B Bahnhofstraße 3 (Lage) | Mietshausgruppe | Wielandstraße 25, 1892–1893 von Emil Schütze |                                                                    |
| 09066728 | Wielandstraße 25–25B Bahnhofstraße 3 (Lage) | Mietshausgruppe | Wielandstraße 25a, 1892–1893 von Emil Schütze |                                                                    |
| 09066728 | Wielandstraße 25–25B Bahnhofstraße 3 (Lage) | Mietshausgruppe | Wielandstraße 25b/Bahnhofstraße 3, 1892–1893 von Emil Schütze |                                                                    |

## Baudenkmale
Aus Gründen der Handhabbarkeit ist die Liste in zwei Buchstabengruppen geteilt worden.

### Baudenkmale A–K
| Nr.      | Lage                                                                                 | Offizielle Bezeichnung                                                                 | Beschreibung | Bild                |
| -------- | ------------------------------------------------------------------------------------ | -------------------------------------------------------------------------------------- | --- | ------------------- |
| 09066353 | Ahornstraße 4 (Lage)                                                                 | Villa Geisberg                                                                         | 1905–1906 von Kayser & von Großheim |                     |
| 09066354 | Akazienstraße 12 (Lage)                                                              | Mietshaus                                                                              | 1900–1901 von H. Heinzig |                     |
| 09066355 | Akazienstraße 14 (Lage)                                                              | Mietshaus                                                                              | Mietshaus, 1890 von A. Koebe |                     |
| 09066356 | Akazienstraße 15 Vorbergstraße 9B (Lage)                                             | Mietshaus                                                                              | Mietshaus, 1889–1890 von A. Goldmann und H. Hellwig |                     |
| 09066357 | Akazienstraße 17 (Lage)                                                              | Mietshaus                                                                              | Mietshaus, 1888 von Ernst Christ |                     |
| 09066358 | Akazienstraße 30 (Lage)                                                              | Mietshaus                                                                              | 1907–1908 von Rudolf Maté (Fassade) und Hermann Meier (Grundrisse)                                                                                       |                     |
| 09066359 | Albertstraße 12 Feurigstraße 24 (Lage)                                               | Villa                                                                                  | 1891–1892 von W. Bröker |                     |
| 09066360 | Alboinplatz (Lage)                                                                   | Auerochsen-Denkmal                                                                     | 1934–1937 von Paul Mersmann (siehe auch Gartendenkmal Alboinplatz)                                                                                       |                     |
| 09066361 | Alboinstraße 36/42 Magirusstraße 2 (Lage)                                            | Chemische Fabrik Hans Schwarzkopf, Fabrikgebäude                                       | 1928–1930 von Carl Mackensen |                     |
| 09066362 | Alvenslebenstraße 2 (Lage)                                                           | Mietshaus                                                                              | 1874–1876 von Karl Rosemann und Max Jakob |                     |
| 09066363 | Alvenslebenstraße 4 (Lage)                                                           | Mietshaus                                                                              | 1874 von W. Waldow |                     |
| 09066364 | An der Apostelkirche (Lage)                                                          | Zwölf-Apostel-Kirche                                                                   | 1871–1874 von Hermann Blankenstein und Julius Emmerich                                                                                                   |                     |
| 09066365 | An der Apostelkirche 3 (Lage)                                                        | Gemeindehaus der Zwölf-Apostel-Kirche                                                  | 1873–1874 von Julius Emmerich |                     |
| 09066366 | An der Apostelkirche 6 (Lage)                                                        | Mietshaus                                                                              | 1877–1878 von Friedrich Lehmann |                     |
| 09066367 | An der Apostelkirche 8 (Lage)                                                        | Mietshaus                                                                              | 1874–1875 von Friedrich Lehmann |                     |
| 09066368 | An der Apostelkirche 12 Ziethenstraße 2 (Lage)                                       | Mietshaus                                                                              | 1875–1876 von Friedrich Lehmann |                     |
| 09066369 | An der Urania 20/22 Keithstraße 2–4 (Lage)                                           | Dorland-Haus, Geschäftshaus                                                            | 1964–1966 von Rolf Gutbrod, Hermann Kiess und Horst Schwaderer                                                                                           |                     |
| 09066370 | Apostel-Paulus-Straße 18 Salzburger Straße 9 (Lage)                                  | Mietshaus                                                                              | 1909–1910 von Paul Wiesener und Georg Johanson |                     |
| 09066371 | Apostel-Paulus-Straße 32 (Lage)                                                      | Mietshaus                                                                              | 1898–1899 von Ferdinand Höche |                     |
| 09066372 | Apostel-Paulus-Straße 33 (Lage)                                                      | Mietshaus                                                                              | 1898–1899 von Salow, Möller, Stegmann und Max Schulz (Fassade)                                                                                           |                     |
| 09066373 | Apostel-Paulus-Straße 35 (Lage)                                                      | Mietshaus                                                                              | 1898–1899 von Franz Ernecke und Paul Pietsch |                     |
| 09066377 | Badensche Straße 52 Am Mühlenberg 1/3 Meraner Straße 21/25 (Lage)                    | Haus der Deutschen Brauwirtschaft                                                      | 1938–1939 von Kurt Bornemann |                     |
| 09066378 | Bahnhofstraße Sponholzstraße (Lage)                                                  | S-Bahnhof Friedenau                                                                    | Ehemaliges Bahnhofsgebäude, 1874 und 1889–1891 |                     |
| 09066378 | Bahnhofstraße Sponholzstraße (Lage)                                                  | S-Bahnhof Friedenau                                                                    | Bahnhofsgaststätte |                     |
| 09066378 | Bahnhofstraße Sponholzstraße (Lage)                                                  | S-Bahnhof Friedenau                                                                    | Unterführung |                     |
| 09066378 | Bahnhofstraße Sponholzstraße (Lage)                                                  | S-Bahnhof Friedenau                                                                    | Bahnsteig |                     |
| 09066379 | Bahnhofstraße 1 (Lage)                                                               | Mietshaus                                                                              | 1891–1892 von Kurt Berndt 1892 |                     |
| 09066380 | Bahnhofstraße 4 (Lage)                                                               | Beamtenwohnhaus                                                                        | 1889 vom Königlichen Eisenbahn-Betriebsamt |                     |
| 09066381 | Bamberger Straße 52 (Lage)                                                           | Mietshaus                                                                              | 1902–1903 von Bruno Piéla | Bamberger Straße 52 |
| 09066382 | Barbarossaplatz (Lage)                                                               | Kinderbrunnen                                                                          | 1913 von Constantin Stark, 1960 Wiederherstellung von Eva Wendel (Brunnen), 1989 von Heinz Spilker (Figuren)                                             |                     |
| 09066383 | Barbarossaplatz 5 Barbarossastraße 11 Eisenacher Straße 92–93 (Lage)                 | Chamisso-Schule (heute: Albert-Einstein-Volkshochschule und 18. Grundschule)           | 1905–1908 von Paul Egeling |                     |
| 09066385 | Barbarossastraße 63 (Lage)                                                           | Mietshaus                                                                              | 1898–1899 von Baugeschäft H. Lauenburg |                     |
| 09066386 | Bayerischer Platz (Lage)                                                             | Löwen-Denkmal                                                                          | 1952 von Anton Rückel |                     |
| 09066387 | Bayerischer Platz (Lage)                                                             | U-Bahnhof Bayerischer Platz                                                            | 1909–1910 von Johannes Kraaz |                     |
| 09066388 | Bayerischer Platz 1 Landshuter Straße 21 (Lage)                                      | Verwaltungsgebäude                                                                     | 1958–1959 von Helmut Ollk |                     |
| 09066389 | Bayerischer Platz 9 Innsbrucker Straße 58 Salzburger Straße 13 (Lage)                | Mietshaus                                                                              | 1908–1911 von Arthur Wolff |                     |
| 09066390 | Beckerstraße 6/6a (Lage)                                                             | Doppelmietshaus                                                                        | Beckerstraße 6, 1898–1900 von Oscar Haustein |                     |
| 09066390 | Beckerstraße 6/6a (Lage)                                                             | Doppelmietshaus                                                                        | Beckerstraße 6a |                     |
| 09066390 | Beckerstraße 6/6a (Lage)                                                             | Doppelmietshaus                                                                        | Brunnen des Innenhofes Beckerstraße 6 |                     |
| 09066391 | Beckerstraße 8 (Lage)                                                                | Mietshaus                                                                              | 1896–1997 von Richard Draeger |                     |
| 09066392 | Belziger Straße 33 Hauptstraße 28–29 (Lage)                                          | Fernsprechamt Süd mit angeschlossenem Fuhramt                                          | Postfuhramt West, 1926–1931 von Fritz Nissle |                     |
| 09066392 | Belziger Straße 33 Hauptstraße 28–29 (Lage)                                          | Denkmalverlust:                                                                        | Einfahrt mit Pförtnerhäuschen, 1926–1931 von Fritz Nissle, 2016 abgerissen                                                                               |                     |
| 09066392 | Belziger Straße 33 Hauptstraße 28–29 (Lage)                                          | Denkmalverlust:                                                                        | Tankstelle, 1926–1931 von Fritz Nissle, 2016 abgerissen                                                                                                  |                     |
| 09066393 | Belziger Straße 35–35a (Lage)                                                        | Mietshaus mit Fabrikgebäude                                                            | Mietshaus, 1909–1910 von Johannes Kraaz |                     |
| 09066393 | Belziger Straße 35–35a (Lage)                                                        | Mietshaus mit Fabrikgebäude                                                            | Fabrikgebäude, 1909–1910 von Johannes Kraaz |                     |
| 09066394 | Belziger Straße 37–39 (Lage)                                                         | Mietshaus                                                                              | 1913 von Paul Kossatz |                     |
| 09066395 | Belziger Straße 43–51 Eisenacher Straße 55 (Lage)                                    | Hohenzollernschule (heute: Gustav-Langenscheidt-Schule)                                | 1897–1899 von Paul Egeling |                     |
| 09066396 | Belziger Straße 52–58 Gothaer Straße 9–14 Wartburgstraße 44–46 (Lage)                | Straßenbahnbetriebsbahnhof X                                                           | Straßenbahndepot, 1898–1900 von Joseph Fischer-Dick; wird seit Stilllegung 1964 zur Sicherstellung von Fahrzeugen durch die Berliner Polizei genutzt     |                     |
| 09066396 | Belziger Straße 52–58 Gothaer Straße 9–14 Wartburgstraße 44–46 (Lage)                | Straßenbahnbetriebsbahnhof X                                                           | Verwaltungsbau |                     |
| 09066397 | Belziger Straße 69–71 Gothaer Straße 9–14 Wartburgstraße 44–46 (Lage)                | Mietshaus mit Gewerbegebäude (Gewerbehof)                                              | 1904–1905 von Kurt Berndt |                     |
| 09066397 | Belziger Straße 69–71 Gothaer Straße 9–14 Wartburgstraße 44–46 (Lage)                | Mietshaus mit Gewerbegebäude (Gewerbehof)                                              | Gewerbegebäude, 1904–1905 von Kurt Berndt, Aufstockung Gewerbegebäude, 1949–1951 von Lampel & Meyer                                                      |                     |
| 09066398 | Berchtesgadener Straße 8–9 (Lage)                                                    | Doppelmietshaus                                                                        | 1908–1909 von Walter Zander |                     |
| 09066400 | Bessemerstraße 28–36 (Lage)                                                          | Adam Opel AG, Werkhalle                                                                | 1917–1919 von Bruno Buch; nach Brand 2005 wieder aufgebaut                                                                                               |                     |
| 09066400 | Bessemerstraße 28–36 (Lage)                                                          | Adam Opel AG, Werkhalle                                                                | Ausstellungs- und Verwaltungsgebäude, 1960–1961 von Georg Stasch                                                                                         |                     |
| 09066402 | Bessemerstraße 97–101 Eythstraße 8–10 (Lage)                                         | Ev. Kirche St. Michael                                                                 | 1955–1956 von F. Otto Seeger und Günther Kohlhaus |                     |
| 09066402 | Bessemerstraße 97–101 Eythstraße 8–10 (Lage)                                         | Ev. Kirche St. Michael                                                                 | Gemeindehaus, 1964–1965 von Günther Kohlhaus |                     |
| 09066404 | Blumenthalstraße 18 (Lage)                                                           | Mietshaus Bestandteil des Ensembles: Blumenthalstraße                                  | 1874–1875 von Julius Päsler und E. Natho |                     |
| 09066411 | Brunhildstraße 10 (Lage)                                                             | Mietshaus                                                                              | 1892–1893 von Wulf Bielicke |                     |
| 09066412 | Bülowstraße (Lage)                                                                   | U-Bahnhof Bülowstraße (Hochbahnhof) mit Trasse und Bedürfnisanstalt                    | 1900–1901 von Bruno Möhring, 1928 Erweiterung von Rudolf Möhring (siehe auch Gesamtanlage Hoch- und Untergrundbahn, Stammstrecke)                        |                     |
| 09066412 | Bülowstraße (Lage)                                                                   | Denkmalverlust: Bedürfnisanstalt                                                       | 2004 Abbruch und Einlagerung der Bedürfnisanstalt (Café Achteck) zum Wiederaufbau                                                                        |                     |
| 09066413 | Bülowstraße 28–29 Steinmetzstraße 11/12 (Lage)                                       | Mietshaus                                                                              | 1877–1878 von Carl Kruse |                     |
| 09066414 | Bülowstraße 37 (Lage)                                                                | Mietshaus                                                                              | 1875–1876 von Hubert Stier, bis 1975 beherbergte das Gebäude „Walterchens Ballsaal“, der dann abgerissen wurde.                                          |                     |
| 09066415 | Bülowstraße 38/39 (Lage)                                                             | Mietshaus                                                                              | 1881 von Hermann Schoede |                     |
| 09066416 | Bülowstraße 66 (Lage)                                                                | Mix & Genest, Fabrikgebäude                                                            | 1893–1894, 1897, 1907 von E. Haseloff und Carl Kurtz |                     |
| 09066417 | Bülowstraße 67 (Lage)                                                                | Mietshaus                                                                              | 1879 von W. Weyder |                     |
| 09066418 | Bülowstraße 73 (Lage)                                                                | Mietshaus                                                                              | 1876–1877 von Ferdinand Gutzeit und A. Grotte |                     |
| 09066420 | Cheruskerstraße 4 Gotenstraße 1 (Lage)                                               | Mietshaus                                                                              | 1894–1895 von Agathon Reimann |                     |
| 09066421 | Courbièrestraße 6 (Lage)                                                             | Mietshaus                                                                              | 1885–1886 von Gustav Götze |                     |
| 09066422 | Cranachstraße 2 (Lage)                                                               | Mietshaus                                                                              | 1894 von Wilhelm Rapsch |                     |
| 09066423 | Crellestraße 5/6 (Lage)                                                              | Mietshaus                                                                              | 1888–1889 von Carl Hoffmann |                     |
| 09066424 | Crellestraße 8 (Lage)                                                                | Mietshaus                                                                              | 1873 von Ludwig Schmiel |                     |
| 09066425 | Crellestraße 9 (Lage)                                                                | Mietshaus                                                                              | 1888–1889 von H. Zimmermann |                     |
| 09066426 | Crellestraße 15 (Lage)                                                               | Mietshaus mit Seitenflügel                                                             | Mietshaus mit Seitenflügel, 1873 von Julius Schaarschuh                                                                                                  |                     |
| 09066426 | Crellestraße 15 (Lage)                                                               | Mietshaus mit Seitenflügel                                                             | Stall, um 1850 |                     |
| 09066427 | Crellestraße 16 (Lage)                                                               | Wohnhaus und Seitenflügel                                                              | Wohnhaus, 1864 |                     |
| 09066427 | Crellestraße 16 (Lage)                                                               | Wohnhaus und Seitenflügel                                                              | Seitenflügel, 1967 von E. Schulz |                     |
| 09066427 | Crellestraße 16 (Lage)                                                               | Wohnhaus und Seitenflügel                                                              | Stallungen und Automobilgarage, 1911 von Pfaumann |                     |
| 09097769 | Crellestraße 29/30 (Lage)                                                            | Haus des Langenscheidt-Verlags                                                         | 1904–1905 von Wilhelm Gutzeit |                     |
| 09097769 | Crellestraße 29/30 (Lage)                                                            | Haus des Langenscheidt-Verlags                                                         | Wiederaufbau Vorderhaus, 1954–1955 von Gerhard Fritsche                                                                                                  |                     |
| 09066428 | Crellestraße 36 (Lage)                                                               | Mietshaus                                                                              | 1893 von Ludwig Schmiel |                     |
| 09066429 | Dennewitzplatz (Lage)                                                                | Lutherkirche                                                                           | 1891–1894 von Johannes Otzen |                     |
| 09066430 | Dennewitzstraße 24a (Lage)                                                           | Wohnhaus der Volksbadeanstalt (ehemals Zugang zum zerstörten Stadtbad Dennewitzstraße) | 1898–1901 von Ludwig Hoffmann |                     |
| 09066431 | Dominicusstraße 2–10 Martin-Luther-Straße 105 (Lage)                                 | Verwaltungsgebäude der Deutschen Erdöl-AG (DEA), gen. Olex-Haus                        | 1915–1921 von Bielenberg und Moser |                     |
| 09066432 | Dominicusstraße 15–19A/B (Lage)                                                      | Kath. St.-Norbert-Kirche Bestandteil des Ensembles: Dorf Schöneberg                    | Kirche, 1913–1918 von Carl-Kühn |                     |
| 09066432 | Dominicusstraße 15–19A/B (Lage)                                                      | Kath. St.-Norbert-Kirche Bestandteil des Ensembles: Dorf Schöneberg                    | Wiederaufbau Kirchenfassade, Taufkapelle, Eingangsbereich, Turm, Pfarr- und Gemeindehaus, 1960–1962 von Hermann Fehling, Daniel Gogel und Peter Pfankuch |                     |
| 09066433 | Ebersstraße 35 (Lage)                                                                | Mietshaus                                                                              | 1900–1901 von Ernst und Karl Simon |                     |
| 09066435 | Ebersstraße 70 (Lage)                                                                | Mietshaus                                                                              | 1900–1901 von Albert Kiekebusch |                     |
| 09066436 | Ebersstraße 71 (Lage)                                                                | Mietshaus                                                                              | 1901 von Albert Kiekebusch |                     |
| 09066438 | Eisenacher Straße 2 (Lage)                                                           | Mietshaus                                                                              | 1886–1887 von Richard Schröder |                     |
| 09066439 | Eisenacher Straße 3/3A Fuggerstraße 2 (Lage)                                         | Mietshaus                                                                              | 1886 von Max Rabitz |                     |
| 09066440 | Eisenacher Straße 57 (Lage)                                                          | Mietshaus                                                                              | 1909 von Paul Wiesener |                     |
| 09066441 | Eisenacher Straße 68 (Lage)                                                          | Mietshausportal                                                                        | 1901 von Paul Jatzow |                     |
| 09066705 | Ella-Barowsky-Straße 45–47 Gotenstraße 52–54 (Lage)                                  | Kraftwerk Schöneberg                                                                   | Schalt- und Umformerhaus, 1924–1925 von Paul Stanke |                     |
| 09066705 | Ella-Barowsky-Straße 45–47 Gotenstraße 52–54 (Lage)                                  | Teilverlust: Einfriedung                                                               | Einfriedung, 2017 aberkannt |                     |
| 09066706 | Ella-Barowksy-Straße 62 (Lage)                                                       | 15. und 16. Gemeindeschule (heute: Fritz-Haber-Schule)                                 | 1906–1908 von Paul Egeling |                     |
| 09066442 | Elßholzstraße 30–33 (Lage)                                                           | Kammergericht, (ehem. Alliierter Kontrollrat)                                          | 1909–1913 von Paul Thoemer, Rudolf Mönnich und Carl Vohl, nach 1945 Sitz des Alliierten Kontrollrats (siehe auch Gartendenkmal Heinrich-von-Kleist-Park) |                     |
| 09066443 | Elßholzstraße 34–37 Pallasstraße 27 (Lage)                                           | Königliche Augusta-Schule (heute: Sophie-Scholl-Gesamtschule)                          | 1912–1914 von Paul Graef |                     |
| 09066444 | Erdmannstraße 5 (Lage)                                                               | Mietshaus                                                                              | 1892–1893 von Eduard Schenk |                     |
| 09066448 | Eythstraße 9 (Lage)                                                                  | Friedhofskapelle, II. Städtischer Friedhof Eythstraße                                  | 1910–1912 von Paul Egeling |                     |
| 09066533 | Feurigstraße 30–33 (Lage)                                                            | Prälat Schöneberg                                                                      | großer Festsaal (Marmor-Kronen-Bankettsaal) mit Vorhalle (Wappensaal), 1936–1938 von William Dunkel, 1950–1951 von Schallenberger und Krebs              |                     |
| 09066451 | Feurigstraße 58 (Lage)                                                               | Feuerwache                                                                             | 1896–1897 von Paul Egeling |                     |
| 09066452 | Feurigstraße 59 (Lage)                                                               | Gewerbehof                                                                             | 1902 von der Actien-Gesellschaft für Bauausführungen |                     |
| 09066453 | Frankenstraße 14 (Lage)                                                              | Mietshaus                                                                              | 1892–1894 von Höltzel und Trenner | Frankenstraße 14    |
| 09066454 | Fregestraße 57 (Lage)                                                                | Villa                                                                                  | 1889–1890 von Max Nagel |                     |
| 09066455 | Fregestraße 58 (Lage)                                                                | Landhaus                                                                               | 1889–1890 von Max Nagel |                     |
| 09066456 | Fregestraße 70 (Lage)                                                                | Mietshaus                                                                              | 1909 von Max Vick |                     |
| 09066458 | Freiherr-vom-Stein-Straße 12 (Lage)                                                  | Villa                                                                                  | 1913–1915 von Otto Heins |                     |
| 09066459 | Fritz-Elsas-Straße 9/10 (Lage)                                                       | Verwaltungsgebäude                                                                     | 1938 von Paul Karchow |                     |
| 09066460 | Frobenstraße 10 (Lage)                                                               | Mietshaus                                                                              | 1874 von Wilhelm Schicht |                     |
| 09066461 | Fuggerstraße 3 (Lage)                                                                | Mietshaus                                                                              | 1896 von Rudolph Bislich |                     |
| 09066462 | Fuggerstraße 4 (Lage)                                                                | Mietshaus                                                                              | 1903 von Hans Finder |                     |
| 09066463 | Fuggerstraße 6 Kalckreuthstraße 16 (Lage)                                            | Mietshaus                                                                              | 1892 von Salow, Möller & Stegemann |                     |
| 09066464 | Fuggerstraße 23 (Lage)                                                               | Sanatorium Hygiea, Wohn- und Klinikgebäude                                             | 1908 von A. Berger und Hans Liepe |                     |
| 09066464 | Fuggerstraße 23 (Lage)                                                               | Sanatorium Hygiea, Wohn- und Klinikgebäude                                             | Gartenhaus |                     |
| 09066465 | Fuggerstraße 25 (Lage)                                                               | Dienst- und Wohngebäude der ehemaligen Gasanstalt                                      | 1900 |                     |
| 09066466 | Geisbergstraße 7–9 Welserstraße 14 (Lage)                                            | Postgebäude                                                                            | 1924–1926 von Willy Hoffmann |                     |
| 09066467 | Geisbergstraße 40 (Lage)                                                             | Mietshaus                                                                              | 1899 von Alfred Jaster |                     |
| 09066468 | Geneststraße 5 Reichartstraße 2 (Lage)                                               | Mix & Genest, Fabrikgebäude                                                            | 1906–1907 von Heinrich Theising, Aufstockung 2001–2005                                                                                                   |                     |
| 09066469 | Geßlerstraße 14 (Lage)                                                               | Mietshaus                                                                              | 1899 von Carl Wunderlich |                     |
| 09066470 | Gleditschstraße 79 Vorbergstraße 8 (Lage)                                            | Mietshaus                                                                              | 1902–1903 von Georg Lewy |                     |
| 09066471 | Gleditschstraße 80 Vorbergstraße 10–10A (Lage)                                       | Mietshaus                                                                              | 1903 von Engelbert Seibertz |                     |
| 09020846 | Goltzstraße 23 Pallasstraße 21 (Lage)                                                | Pallas-Apotheke                                                                        | Einrichtung, 1892 |                     |
| 09066472 | Goltzstraße 24 Winterfeldtstraße 45 (Lage)                                           | Mietshaus                                                                              | 1887 von Otto Sohre |                     |
| 09066473 | Goltzstraße 31 Hohenstaufenstraße 1 (Lage)                                           | St. Franziskus-Schule                                                                  | 1958–1959 von Margot Zech-Weymann |                     |
| 09066474 | Goltzstraße 32 (Lage)                                                                | Mietshaus                                                                              | 1894–1895 von Richard Landé |                     |
| 09066475 | Gotenstraße (Lage)                                                                   | Ringbahnbrücke Gotenstraße                                                             | 1906–1907 ausgeführt von der Maschinenfabrik Cyclop, Mehlis & Behrens                                                                                    |                     |
| 09066476 | Gothaer Straße 19 Apostel-Paulus-Straße 9 Grunewaldstraße 69 (Lage)                  | Landespolizeidirektion                                                                 | 1911–1914 von Oskar Launer, Walter Kern und Eduard Fürstenau                                                                                             |                     |
| 09066476 | Gothaer Straße 19 Apostel-Paulus-Straße 9 Grunewaldstraße 69 (Lage)                  | Landespolizeidirektion                                                                 | Wiederaufbau, 1954–1956 von Bruno Grimmek |                     |
| 09066478 | Grazer Platz (Lage)                                                                  | Nathanael-Kirche                                                                       | 1902–1903 von Jürgen Kröger |                     |
| 09066479 | Grazer Platz 2/4 Rubensstraße 87 (Lage)                                              | Gemeindehaus der Nathanael-Kirche                                                      | 1927–1928 von Heinrich Seidel und Peter Jürgensen |                     |
| 09066480 | Großgörschenstraße 2 (Lage)                                                          | Mietshaus                                                                              | 1890 von H. Hoffmann |                     |
| 09066481 | Großgörschenstraße 5 (Lage)                                                          | Mietshaus                                                                              | 1890 von Richard Weise |                     |
| 09066482 | Großgörschenstraße 6 (Lage)                                                          | Mietshaus                                                                              | 1889–1890 von August Trache |                     |
| 09066483 | Großgörschenstraße 7 (Lage)                                                          | Mietshaus                                                                              | 1890–1891 von Richard Weise und Wilhelm Plümke |                     |
| 09066484 | Großgörschenstraße 8 Kulmer Straße 1 (Lage)                                          | Mietshaus                                                                              | 1890 von Heinrich Thiel Neue |                     |
| 09085074 | Großgörschenstraße 10 (Lage)                                                         | Gemeindezentrum der Silasgemeinde                                                      | 1961 von Harald Franke |                     |
| 09066485 | Großgörschenstraße 37 (Lage)                                                         | Mietshaus                                                                              | 1885 von C. Gaebel |                     |
| 09066486 | Großgörschenstraße 39 (Lage)                                                         | Mietshaus                                                                              | 1889 von Hermann Enders |                     |
| 09066487 | Großgörschenstraße 40 Steinmetzstraße 40 (Lage)                                      | Mietshaus                                                                              | 1889–1890 von Hermann Enders und Heinrich Albert Herold                                                                                                  |                     |
| 09097861 | Grunewaldstraße Eisenacher Straße (Lage)                                             | U-Bahnhof Eisenacher Straße                                                            | 1968–1970, Eröffnung 1971, von Rainer Gerhard Rümmler |                     |
| 09097862 | Grunewaldstraße Hauptstraße Langenscheidtstraße Potsdamer Straße Willmanndamm (Lage) | U-Bahnhof Kleistpark                                                                   | 1967–1969, Eröffnung 1971, von Rainer Gerhard Rümmler |                     |
| 09066488 | Grunewaldstraße Akazienstraße (Lage)                                                 | Apostel-Paulus-Kirche                                                                  | 1892–1894 von Franz Schwechten |                     |
| 09066489 | Grunewaldstraße 2–5 (Lage)                                                           | Königliche Kunstschule                                                                 | 1906–1920 von Anton Adams, Eduard Fürstenau und Carl Tesenwitz                                                                                           |                     |
| 09066489 | Grunewaldstraße 2–5 (Lage)                                                           | Königliche Kunstschule                                                                 | Werkstattflügel |                     |
| 09066490 | Grunewaldstraße 6/7 (Lage)                                                           | Botanisches Museum (Haus am Kleistpark)                                                | 1878–1880 von Karl Zastrau, Eduard Haesecke und Moritz Hellwig                                                                                           |                     |
| 09066492 | Grunewaldstraße 9/9A Elßholzstraße 23 (Lage)                                         | Mietshaus                                                                              | 1892–1893 von Franz Böhmert |                     |
| 09066493 | Grunewaldstraße 10 (Lage)                                                            | Mietshaus                                                                              | 1893–1894 nach Plänen von Robert Zetsche und Richard Göhrmann                                                                                            |                     |
| 09066494 | Grunewaldstraße 11 Gleditschstraße 71 (Lage)                                         | Mietshaus                                                                              | 1891–1893 von W. Klopwich |                     |
| 09066495 | Grunewaldstraße 23 (Lage)                                                            | Mietshaus                                                                              | 1898–1899 von Lenz & Pohle und Paul Jatzow |                     |
| 09066496 | Grunewaldstraße 66/67 Gothaer Straße 1/2 (Lage)                                      | Amtsgericht Schöneberg                                                                 | 1901–1906 von Paul Thoemer und Rudolf Mönnich |                     |
| 09066497 | Grunewaldstraße 77 (Lage)                                                            | Direktorenwohnhaus des Königlichen West-Gymnasiums                                     | 1891–1893 von Friedrich Schulze |                     |
| 09066498 | Grunewaldstraße 78 Akazienstraße 18 (Lage)                                           | Mietshaus                                                                              | 1889–1892 von Koebe & Weissmüller |                     |
| 09066499 | Grunewaldstraße 79 (Lage)                                                            | Mietshaus                                                                              | 1889–1892 von Koebe & Weissmüller |                     |
| 09066500 | Grunewaldstraße 80 (Lage)                                                            | Mietshaus                                                                              | 1889–1892 von Koebe & Weissmüller |                     |
| 09066501 | Grunewaldstraße 81 (Lage)                                                            | Mietshaus                                                                              | 1889–1892 von Koebe & Weissmüller |                     |
| 09066502 | Grunewaldstraße 82 Gleditschstraße 74 (Lage)                                         | Mietshaus                                                                              | 1888–1890 von Emil Scharr |                     |
| 09066503 | Grunewaldstraße 83 Gleditschstraße 75 (Lage)                                         | Mietshaus Bestandteil des Ensembles: Grunewaldstraße                                   | 1877 von Julius Henke |                     |
| 09066503 | Grunewaldstraße 83 Gleditschstraße 75 (Lage)                                         | Mietshaus Bestandteil des Ensembles: Grunewaldstraße                                   | Hinterhaus, 1874 von C. Diederich |                     |
| 09066503 | Grunewaldstraße 83 Gleditschstraße 75 (Lage)                                         | Mietshaus Bestandteil des Ensembles: Grunewaldstraße                                   | Stall, 1874–1875 |                     |
| 09066503 | Grunewaldstraße 83 Gleditschstraße 75 (Lage)                                         | Mietshaus Bestandteil des Ensembles: Grunewaldstraße                                   | Seitenflügel, 1940–1941 von Gerhard Dehmel |                     |
| 09066504 | Grunewaldstraße 84 (Lage)                                                            | Mietshaus Bestandteil des Ensembles: Grunewaldstraße                                   | 1882 von Ernst Rudolph |                     |
| 09066505 | Grunewaldstraße 85 (Lage)                                                            | Mietshaus Bestandteil des Ensembles: Grunewaldstraße                                   | 1883 von Fr. Hahnemann |                     |
| 09066505 | Grunewaldstraße 85 (Lage)                                                            | Mietshaus Bestandteil des Ensembles: Grunewaldstraße                                   | Quergebäude und Stall, 1886–1887 |                     |
| 09066506 | Grunewaldstraße 86 (Lage)                                                            | Mietshaus Bestandteil des Ensembles: Grunewaldstraße                                   | 1883 von S. Klein ausgeführt |                     |
| 09066507 | Grunewaldstraße 87 (Lage)                                                            | Mietshaus Bestandteil des Ensembles: Grunewaldstraße                                   | 1883 und 1887–1888 von Nikolaus Becker |                     |
| 09066508 | Grunewaldstraße 88 (Lage)                                                            | Mietshaus Bestandteil des Ensembles: Grunewaldstraße                                   | 1884 von Carl Hoffmann |                     |
| 09066508 | Grunewaldstraße 88 (Lage)                                                            | Mietshaus Bestandteil des Ensembles: Grunewaldstraße                                   | Hofbebauung 1885–1887 |                     |
| 09066509 | Grunewaldstraße 89 (Lage)                                                            | Mietshaus Bestandteil des Ensembles: Grunewaldstraße                                   | 1888 von W. Becker |                     |
| 09066510 | Gustav-Freytag-Straße 3 Gutzkowstraße 5 (Lage)                                       | Mietshaus                                                                              | 1900–01 von W. Klopsch |                     |
| 09066511 | Gustav-Müller-Platz (Lage)                                                           | Königin-Luise-Gedächtniskirche                                                         | 1910–1912 von Fritz Berger |                     |
| 09066512 | Gustav-Müller-Straße 45 (Lage)                                                       | Mietshaus                                                                              | 1905 von Hugo Geitner |                     |
| 09066513 | Habsburgerstraße 6 (Lage)                                                            | Mietshaus                                                                              | 1896–1897 von Eduard Schenk |                     |
| 09066514 | Habsburgerstraße 7 Hohenstaufenstraße 5 (Lage)                                       | Mietshaus                                                                              | 1896 von A. Bath |                     |
| 09066515 | Hans-Rosenthal-Platz Fritz-Elsas-Straße 8 (Lage)                                     | RIAS-Funkhaus (ehemals: Bayerische Stickstoffwerke AG)                                 | 1938–1941 von Walter Borchard |                     |
| 09066515 | Hans-Rosenthal-Platz Fritz-Elsas-Straße 8 (Lage)                                     | RIAS-Funkhaus (ehemals: Bayerische Stickstoffwerke AG)                                 | Erweiterung, 1964–1974 von Hans-Joachim Schröter |                     |
| 09066515 | Hans-Rosenthal-Platz Fritz-Elsas-Straße 8 (Lage)                                     | Denkmalverlust: Hofgebäude                                                             | 2008 erfolgte der Abriss des hofseitigen Anbaues (Hörspielstudio 6) und der Garagenzeile im Hof                                                          |                     |
| 09066516 | Hauptstraße 8 (Lage)                                                                 | Gewerbehof, (ehemals: Goerz)                                                           | ehemaliges Geschäfts- und Produktionsgebäude, 1892–1893 von Felix Wolff, 1960er verändert                                                                |                     |
| 09066516 | Hauptstraße 8 (Lage)                                                                 | Gewerbehof, (ehemals: Goerz)                                                           | Klischeegebäude, 1898–1900 von E. Schütze |                     |
| 09066518 | Hauptstraße 17/18 (Lage)                                                             | Doppelmietshaus                                                                        | 1901–1902 von Fritz und Martin Flatow (siehe auch Gartendenkmal Innenhof)                                                                                |                     |
| 09066519 | Hauptstraße 20 (Lage)                                                                | Mietshaus                                                                              | 1885–1886 von H. Franzke |                     |
| 09066519 | Hauptstraße 20 (Lage)                                                                | Denkmalverlust: Mietshaus-Seitenflügel                                                 | 1885–1886 von H. Franzke; westlicher Seitenflügel 2006 trotz Denkmalschutzes abgerissen                                                                  |                     |
| 09066520 | Hauptstraße 23/24 Akazienstraße 31 (Lage)                                            | Verwaltungsgebäude                                                                     | 1955–1958 von Curt Hans Fritzsche |                     |
| 09066521 | Hauptstraße 27 (Lage)                                                                | Postamt Schöneberg                                                                     | Fronthaus, 1901–1903, 1907, 1913–1915 von Otto Spalding, Wilhelm Tuckermann und Louis Ratzeburg                                                          |                     |
| 09066521 | Hauptstraße 27 (Lage)                                                                | Postamt Schöneberg                                                                     | Hinterhaus, 1903 |                     |
| 09066521 | Hauptstraße 27 (Lage)                                                                | Postamt Schöneberg                                                                     | Fernmeldedienstgebäude |                     |
| 09066521 | Hauptstraße 27 (Lage)                                                                | Postamt Schöneberg                                                                     | Heizhaus |                     |
| 09066522 | Hauptstraße 30/31 (Lage)                                                             | Mietshaus                                                                              | 1910–1911 von Johannes Kraaz |                     |
| 09066523 | Hauptstraße 38/39 (Lage)                                                             | Stadtbad Schöneberg                                                                    | 1928–1931 von Heinrich Lassen |                     |
| 09066523 | Hauptstraße 38/39 (Lage)                                                             | Stadtbad Schöneberg                                                                    | Schwimmerin (vor dem Haus), 1928 von Ernst Wenck |                     |
| 09066524 | Hauptstraße 40 (Lage)                                                                | Wohnhaus Bestandteil des Ensembles: Dorf Schöneberg                                    | 1879 von Ludwig Schmid |                     |
| 09066525 | Hauptstraße 42 (Lage)                                                                | Wohnhaus Bestandteil des Ensembles: Dorf Schöneberg                                    | 1872 von W. Waldow |                     |
| 09066526 | Hauptstraße 43 (Lage)                                                                | Wohnhaus Bestandteil des Ensembles: Dorf Schöneberg                                    | 1874 von A. Dischmeyer |                     |
| 09066526 | Hauptstraße 43 (Lage)                                                                | Wohnhaus Bestandteil des Ensembles: Dorf Schöneberg                                    | Gartengebäude |                     |
| 09066527 | Hauptstraße 44 (Lage)                                                                | Wohnhaus und Stallgebäude Bestandteil des Ensembles: Dorf Schöneberg                   | 1879 von F. Lehmann |                     |
| 09066527 | Hauptstraße 44 (Lage)                                                                | Wohnhaus und Stallgebäude Bestandteil des Ensembles: Dorf Schöneberg                   | Stallgebäude |                     |
| 09066528 | Hauptstraße 45 (Lage)                                                                | Wohnhaus Bestandteil des Ensembles: Dorf Schöneberg                                    | 1865 von Otto Bock |                     |
| 09066528 | Hauptstraße 45 (Lage)                                                                | Wohnhaus Bestandteil des Ensembles: Dorf Schöneberg                                    | Seitenflügel, 1899 von Theodor Hardtke |                     |
| 09066529 | Hauptstraße 46 (Lage)                                                                | Dorfkirche Schöneberg Bestandteil des Ensembles: Dorf Schöneberg                       | 1764–1766 von Johann Friedrich Lehmann (siehe auch Gartendenkmal Alter Kirchhof Schöneberg)                                                              |                     |
| 09066532 | Hauptstraße 92/93 (Lage)                                                             | Wohn- und Geschäftshaus                                                                | 1956–1958 von Hans Schoszberger |                     |
| 09066534 | Hauptstraße 126 (Lage)                                                               | Doppelwohnhaus Bestandteil des Ensembles: Dorf Schöneberg                              | 1864 von Carl Netzband |                     |
| 09066534 | Hauptstraße 126 (Lage)                                                               | Doppelwohnhaus Bestandteil des Ensembles: Dorf Schöneberg                              | Seitenflügel, 1880 von Friedrich Lehmann |                     |
| 09066535 | Hauptstraße 131 (Lage)                                                               | Mietshaus                                                                              | 1876 von W. Waldow |                     |
| 09066536 | Hauptstraße 134 (Lage)                                                               | Mietshaus                                                                              | 1895–1896 von W. Bröker |                     |
| 09066537 | Hauptstraße 135 (Lage)                                                               | Wohn- und Geschäftshaus                                                                | 1905–1906 von Adam Dietz |                     |
| 09066538 | Hauptstraße 140 (Lage)                                                               | Mietshaus                                                                              | 1890 von Wilhelm Netzeband |                     |
| 09066539 | Hauptstraße 155 (Lage)                                                               | Familienhaus (Hofgebäude)                                                              | 1870 |                     |
| 09066540 | Hauptstraße 160 Langenscheidtstraße 1 (Lage)                                         | Mietshaus                                                                              | 1892 von Rudolf Denke |                     |
| 09066542 | Hedwigstraße 8 (Lage)                                                                | Landhaus                                                                               | 1888 von Heinrich Franzke |                     |
| 09066237 | Hedwigstraße 18–19 Rheinstraße 66 (Lage)                                             | Landhaus Karig                                                                         | Wohn- und Geschäftshaus, 1886 von Max Nagel |                     |
| 09066237 | Hedwigstraße 18–19 Rheinstraße 66 (Lage)                                             | Landhaus Karig                                                                         | Stall, 1886 von Max Nagel |                     |
| 09066555 | Heilbronner Straße 3/3A (Lage)                                                       | Entrée und Treppenhaus des Mietshauses                                                 | 1904 von Arthur Schurig und Paul Zion |                     |
| 09066556 | Heilbronner Straße 20 (Lage)                                                         | Kirche zum Heilsbronnen                                                                | 1911–1912 von Ernst Deneke, 1956 Wiederaufbau von Geber und Risse                                                                                        |                     |
| 09066543 | Hewaldstraße 2 (Lage)                                                                | Mietshaus Bestandteil des Ensembles: Hewaldstraße                                      | 1910–1911 von Karl Geneseke |                     |
| 09066544 | Hewaldstraße 3 (Lage)                                                                | Mietshaus Bestandteil des Ensembles: Hewaldstraße                                      | 1911–1912 von Hugo Merckens |                     |
| 09066550 | Hewaldstraße 9 (Lage)                                                                | Mietshaus Bestandteil des Ensembles: Hewaldstraße                                      | 1911–1912 von Siegmund Rosengold |                     |
| 09066551 | Hewaldstraße 10 (Lage)                                                               | Mietshaus Bestandteil des Ensembles: Hewaldstraße                                      | 1911–1912 von Fritz Benthin und Otto Krebs |                     |
| 09066552 | Heylstraße 4 Martin-Luther-Straße 120 (Lage)                                         | Mietshaus Bestandteil des Ensembles: Hewaldstraße                                      | 1910–1911 von Adolf Diews |                     |
| 09066553 | Heylstraße 28 (Lage)                                                                 | Mietshaus Bestandteil des Ensembles: Hewaldstraße                                      | 1910–1912 von Willy Wellnitz |                     |
| 09066554 | Heylstraße 29 (Lage)                                                                 | Mietshaus Bestandteil des Ensembles: Hewaldstraße                                      | 1911–1912 von Willy Wellnitz |                     |
| 09066557 | Hohenstaufenstraße 7 (Lage)                                                          | Mietshaus                                                                              | 1897 von Ernst Simon |                     |
| 09066558 | Hohenstaufenstraße 69 (Lage)                                                         | Mietshaus                                                                              | 1894–1895 von Richard Landé |                     |
| 09066559 | Innsbrucker Platz (Lage)                                                             | U-Bahnhof Innsbrucker Platz                                                            | 1909–1910 von Paul Jatzow |                     |
| 09066561 | Innsbrucker Straße (Lage)                                                            | U-Bahnhof Rathaus Schöneberg                                                           | 1909–1910 von Johann Emil Schaudt |                     |
| 09066561 | Innsbrucker Straße (Lage)                                                            | U-Bahnhof Rathaus Schöneberg                                                           | U-Bahnhof |                     |
| 09066561 | Innsbrucker Straße (Lage)                                                            | U-Bahnhof Rathaus Schöneberg                                                           | Eingang |                     |
| 09066562 | Innsbrucker Straße 26/27 (Lage)                                                      | Verwaltungsgebäude der Deutschen Krankenversicherungs AG (DKV)                         | 1929–1930 von Otto Rudolf Salvisberg |                     |
| 09066562 | Innsbrucker Straße 26/27 (Lage)                                                      | Verwaltungsgebäude der Deutschen Krankenversicherungs AG (DKV)                         | 1937–1938 von Heinrich Heuser erweitert |                     |
| 09066563 | Innsbrucker Straße 37 Heylstraße 7 (Lage)                                            | Mietshaus Bestandteil des Ensembles: Hewaldstraße                                      | 1911 von Otto Heins |                     |
| 09066565 | John-F.-Kennedy-Platz Am Rathaus 9 (Lage)                                            | Rathaus Schöneberg                                                                     | 1911–1914 von Jürgensen & Bachmann, Turmabschluss 1950 von Kurt Dübbers                                                                                  |                     |
| 09066570 | Kalckreuthstraße 7 (Lage)                                                            | Mietshaus                                                                              | 1892–1893 von Salow, Möller & Stegemann |                     |
| 09066566 | Kärntener Straße 3/4 (Lage)                                                          | Mietshaus                                                                              | 1888–1889 von Wilhelm Netzeband |                     |
| 09066567 | Kärntener Straße 8 (Lage)                                                            | Mietshaus                                                                              | 1899–1900 von Eckert & Danneberg |                     |
| 09066572 | Keithstraße 12 (Lage)                                                                | Mietshaus                                                                              | 1886 von Schulz & Schlichting |                     |
| 09066573 | Keithstraße 19 (Lage)                                                                | Mietshaus                                                                              | 1886 von Eduard Schröder |                     |
| 09066574 | Kielganstraße 5 (Lage)                                                               | Mehrfamilienhaus                                                                       | um 1936 von Bruno Benthin |                     |
| 09097838 | Kirchbachstraße 1/2 (Lage)                                                           | Parkhaus mit Wohnungen                                                                 | Wohnhaus, 1977–1979 von Peter Heinrichs und Joachim Wermund                                                                                              |                     |
| 09097838 | Kirchbachstraße 1/2 (Lage)                                                           | Parkhaus mit Wohnungen                                                                 | anschließendes Parkhaus |                     |
| 09066575 | Kleiststraße 23–26 (Lage)                                                            | Geschäftshaus                                                                          | 1955 von Hans Soll |                     |
| 09066575 | Kleiststraße 23–26 (Lage)                                                            | Denkmalverlust: Geschäftshaus – Flachbau                                               | 1955 von Hans Soll, 2000 erfolgte Abriss des Flachbaus in der Bayreuther Straße für einen Neubau                                                         |                     |
| 09066576 | Klixstraße 2 (Lage)                                                                  | Pfarrhaus und Gemeindehaus                                                             | 1902–1903 |                     |
| 09066577 | Klixstraße 3 (Lage)                                                                  | Mietshaus                                                                              | 1900–1901 von Ferdinand Höche |                     |
| 09066578 | Kolonnenstraße 10/11 Leberstraße 1–3 (Lage)                                          | ehemaliges Kaufhaus Lesser                                                             | Wohn- und Geschäftshaus (Kolonnenstraße 10/11), 1912–1913 von Georg Lewy                                                                                 |                     |
| 09066578 | Kolonnenstraße 10/11 Leberstraße 1–3 (Lage)                                          | ehemaliges Kaufhaus Lesser                                                             | Mietshaus (Leberstraße 1–3), 1891–1892 von Th. Seyring & Co.                                                                                             |                     |
| 09066579 | Kolonnenstraße 21–23 (Lage)                                                          | 4. und 5. Gemeindeschule (heute: Robert-Blum-Gymnasium)                                | Schulbau, 1894 |                     |
| 09066579 | Kolonnenstraße 21–23 (Lage)                                                          | 4. und 5. Gemeindeschule (heute: Robert-Blum-Gymnasium)                                | 2. Realschule für Jungen (Fichte-Realschule) und 3. Höhere Mädchenschule (Uhland-Lyzeum), 1908 von Paul Egeling                                          |                     |
| 09066580 | Kolonnenstraße 26 (Lage)                                                             | Mietshaus mit Gewerbehof                                                               | 1913–1914 von Gustav Klön |                     |
| 09066580 | Kolonnenstraße 26 (Lage)                                                             | Mietshaus mit Gewerbehof                                                               | Gewerbehof |                     |
| 09066581 | Kolonnenstraße 39 (Lage)                                                             | Kath. St.-Elisabeth-Kirche                                                             | 1910–1911 von Bernhard Hertel |                     |
| 09066582 | Kufsteiner Straße 17–19 Badensche Straße 9 (Lage)                                    | Mietshaus                                                                              | 1926–1927 von der Berlinischen Boden-Gesellschaft Badensche                                                                                              |                     |
| 09066584 | Kulmer Straße 12 (Lage)                                                              | Mietshaus Bestandteil des Ensembles: Kulmer Straße                                     | 1882–1883 von Franz Pannier |                     |
| 09066585 | Kulmer Straße 13 (Lage)                                                              | Mietshaus Bestandteil des Ensembles: Kulmer Straße                                     | 1884–1885 von A. Breilich |                     |
| 09066586 | Kulmer Straße 14 (Lage)                                                              | Mietshaus Bestandteil des Ensembles: Kulmer Straße                                     | 1885–1887 von Carl Belling |                     |
| 09066588 | Kulmer Straße 16 (Lage)                                                              | Mietshaus (Entrée und Treppenhaus) Bestandteil des Ensembles: Kulmer Straße            | 1884–1885 von August Eichentopf |                     |
| 09066589 | Kulmer Straße 20 (Lage)                                                              | Mietshaus Bestandteil des Ensembles: Kulmer Straße                                     | 1885–1886 von Richter & Hemming |                     |
| 09066627 | Kulmer Straße 20a (Lage)                                                             | Mietshaus mit Fabrikgebäude Bestandteil des Ensembles: Kulmer Straße                   | 1885–1886 von Richter & Hemming |                     |
| 09066627 | Kulmer Straße 20a (Lage)                                                             | Mietshaus mit Fabrikgebäude Bestandteil des Ensembles: Kulmer Straße                   | Fabrikgebäude |                     |
| 09066590 | Kulmer Straße 26 (Lage)                                                              | Mietshaus Bestandteil des Ensembles: Kulmer Straße                                     | 1886–1887 von Eduard Titz |                     |
| 09066597 | Kulmer Straße 30 (Lage)                                                              | Mietshaus Bestandteil des Ensembles: Kulmer Straße                                     | 1884–1885 von Franz Pannier |                     |
| 09066598 | Kulmer Straße 31 (Lage)                                                              | Mietshaustreppenhaus Bestandteil des Ensembles: Kulmer Straße                          | 1884–1885 |                     |
| 09066598 | Kulmer Straße 31 (Lage)                                                              | Mietshaustreppenhaus Bestandteil des Ensembles: Kulmer Straße                          | Treppenhaus |                     |
| 09066599 | Kurfürstenstraße 132 (Lage)                                                          | Haus Fromberg                                                                          | 1895–1896 von Cremer & Wolffenstein |                     |
| 09066600 | Kurfürstenstraße 141 (Lage)                                                          | Baugewerkschule                                                                        | 1911–1914 von Ludwig Hoffmann |                     |
| 09066601 | Kurfürstenstraße 153 (Lage)                                                          | Mietshaus                                                                              | 1879 von A. Mittelstädt |                     |
| 09066602 | Kurfürstenstraße 154 (Lage)                                                          | Mietshaus                                                                              | 1873 von E. F. Jacob |                     |
| 09066603 | Kurfürstenstraße 167 (Lage)                                                          | Mietshaus                                                                              | 1873 von C. Drawe |                     |
| 09066604 | Kurmärkische Straße 11/13 Zietenstraße 1 (Lage)                                      | Mietshaus                                                                              | 1875 von H. Lauenburg |                     |
| 09066605 | Kyffhäuserstraße 9 (Lage)                                                            | Mietshaus                                                                              | 1892–1894 von Höltzel & Trenner | Kyffhäuserstraße 9  |
| 09066606 | Kyffhäuserstraße 10 (Lage)                                                           | Mietshaus                                                                              | 1892–1894 von Paul Raach | Kyffhäuserstraße 10 |
| 09066607 | Kyffhäuserstraße 11 (Lage)                                                           | Mietshaus                                                                              | 1892–1894 von Chr. Herzig | Kyffhäuserstraße 11 |
| 09066608 | Kyffhäuserstraße 23 (Lage)                                                           | 3. Gemeindeschule                                                                      | 1889–1890 von Paul Egeling | Schulgebäude        |
| 09066608 | Kyffhäuserstraße 23 (Lage)                                                           | 3. Gemeindeschule                                                                      | Hofgebäude |                     |

### Baudenkmale L–Z
| Nr.      | Lage                                                                        | Offizielle Bezeichnung                                                                             | Beschreibung | Bild                    |
| -------- | --------------------------------------------------------------------------- | -------------------------------------------------------------------------------------------------- | --- | ----------------------- |
| 09066609 | Landshuter Straße 15 Haberlandstraße 1 (Lage)                               | Mietshaus                                                                                          | 1906–1908 von Gustav Derlin |                         |
| 09097840 | Landshuter Straße 25/25A (Lage)                                             | Mietshaus                                                                                          | 1955–1956 von Alfred Niebel |                         |
| 09066610 | Langenscheidtstraße 12 (Lage)                                               | Mietshaus                                                                                          | 1891–1893 von Hahn |                         |
| 09066611 | Leberstraße 13 (Lage)                                                       | Mietshaus                                                                                          | 1876 von August Meyer |                         |
| 09066612 | Leberstraße 18 (Lage)                                                       | Mietshaus                                                                                          | 1885–1886 von Hermann Schwiertz |                         |
| 09066613 | Leberstraße 32 (Lage)                                                       | Mietshaus                                                                                          | 1891–1892 von A. Haberstroh |                         |
| 09066614 | Leuthener Platz Naumannstraße (Lage)                                        | Bedürfnisanstalt                                                                                   | um 1905 |                         |
| 09066615 | Luitpoldstraße 3 (Lage)                                                     | Mietshaus                                                                                          | 1897–1898 von Carl Paetsch |                         |
| 09066616 | Luitpoldstraße 5/6 (Lage)                                                   | Mietshaus                                                                                          | 1898 von Alfred Jaster |                         |
| 09066617 | Luitpoldstraße 26 Münchener Straße 54 (Lage)                                | Mietshaus                                                                                          | 1899–1900 von Otto Roch |                         |
| 09066618 | Luitpoldstraße 47 (Lage)                                                    | Mietshaus                                                                                          | 1897–1898 von Wilhelm Plümke. Bis 1904 wohnte August von Brandis in dem Haus. | Luitpoldstraße 47       |
| 09066619 | Maaßenstraße 7 Nollendorfstraße 37 (Lage)                                   | Mietshaus                                                                                          | 1880 von E. Ehrlich, Umbau 1899 von Wilhelm Fröhlich | Maaßenstraße 7          |
| 09066620 | Maienstraße 3 (Lage)                                                        | Villa                                                                                              | 1869 von Otto Wuttke, 1897 von Johannes Lange |                         |
| 09066621 | Maienstraße 4 (Lage)                                                        | Villa                                                                                              | 1869 von Otto Wuttke, 1933 von Adolf Plünnecke erweitert |                         |
| 09066622 | Mansteinstraße 4 (Lage)                                                     | Mietshaus                                                                                          | 1892–1893 von Ferdinand Döbler |                         |
| 09066623 | Martin-Luther-Straße 46 (Lage)                                              | Feuerwache, Wohnhaus                                                                               | 1905–1906 von Paul Egeling |                         |
| 09066624 | Martin-Luther-Straße 115 (Lage)                                             | Mietshaus                                                                                          | 1910–1911 von Alois Kugler |                         |
| 09066673 | Matthäifriedhofsweg 8, 8A (Lage)                                            | Friedhof Priesterweg, Verwalterwohnhaus und Kapelle                                                | Kapelle, 1895–1896 von Paul Egeling |                         |
| 09066673 | Matthäifriedhofsweg 8, 8A (Lage)                                            | Friedhof Priesterweg, Verwalterwohnhaus und Kapelle                                                | Verwalterwohnhaus, 1895–1896 von Paul Egeling |                         |
| 09066625 | Menzelstraße 1 Rembrandtstraße 8 (Lage)                                     | Mietshaus                                                                                          | 1891–1894 von L. Schmedes |                         |
| 09066626 | Menzelstraße 2 (Lage)                                                       | Mietshaus                                                                                          | 1891–1892 von Rudolf Schroeder |                         |
| 09066628 | Menzelstraße 3 (Lage)                                                       | Mietshaus                                                                                          | 1891–1894 von Rudolf Schroeder |                         |
| 09066629 | Menzelstraße 30 (Lage)                                                      | Mietshaus                                                                                          | 1895–1896 von Richard Draeger |                         |
| 09066630 | Mettestraße 8 (Lage)                                                        | 4. Höhere Mädchenschule (heute: Rückert-Gymnasium und Sternberg-Grundschule)                       | 1912–1914 von Paul Egeling |                         |
| 09066630 | Mettestraße 8 (Lage)                                                        | 4. Höhere Mädchenschule (heute: Rückert-Gymnasium und Sternberg-Grundschule)                       | Anbau, 1963–1964 vom Hochbauamt Schöneberg |                         |
| 09066631 | Monumentenstraße (Lage)                                                     | Monumentenbrücke                                                                                   | 1929–1930 von Carl Usinger und Ewald |                         |
| 09066632 | Monumentenstraße 35 (Lage)                                                  | Wohn- und Fabrikationsgebäude (ehemalige Hofkunstschlosserei Paul Markus)                          | Wohnhaus, 1902–1903 von Richard Kühnemann |                         |
| 09066632 | Monumentenstraße 35 (Lage)                                                  | Wohn- und Fabrikationsgebäude (ehemalige Hofkunstschlosserei Paul Markus)                          | Hofkunstschmiederei |                         |
| 09066633 | Motzstraße 22 (Lage)                                                        | Mietshaus                                                                                          | 1896–1897 von Gustav Gebhardt |                         |
| 09066634 | Motzstraße 58 (Lage)                                                        | Mietshaus                                                                                          | 1901 von Bauer & Bruhn | Motzstraße 58           |
| 09066635 | Motzstraße 61 (Lage)                                                        | Mietshaus                                                                                          | 1901 von Walter Zander | Motzstraße 61           |
| 09066636 | Münchener Straße 26/27 (Lage)                                               | Mietshaus                                                                                          | 1909 von Rudolf Krause |                         |
| 09066637 | Münchener Straße 48 (Lage)                                                  | Mietshaus                                                                                          | 1903 von Walter Zander und Robert Zetzsche |                         |
| 09066638 | Munsterdamm 90 (Lage)                                                       | Wilhelm-Foerster-Sternwarte und Zeiss-Planetarium                                                  | Sternwarte, 1961–1963 von Carl Bassen |                         |
| 09066638 | Munsterdamm 90 (Lage)                                                       | Wilhelm-Foerster-Sternwarte und Zeiss-Planetarium                                                  | Planetarium, 1963–1965 von Carl Bassen |                         |
| 09066638 | Munsterdamm 90 (Lage)                                                       | Wilhelm-Foerster-Sternwarte und Zeiss-Planetarium                                                  | Satelliten-Beobachtungsstation, 1968–1969 |                         |
| 09066638 | Munsterdamm 90 (Lage)                                                       | Wilhelm-Foerster-Sternwarte und Zeiss-Planetarium                                                  | Spiegelteleskopgebäude, 1971–1974 |                         |
| 09066640 | Nollendorfplatz (Lage)                                                      | U-Bahnhof Nollendorfplatz                                                                          | Eingangsbereich, 1902 von Cremer & Wolffenstein |                         |
| 09066640 | Nollendorfplatz (Lage)                                                      | U-Bahnhof Nollendorfplatz                                                                          | Hochbahnhof (U2), 1902 von Cremer & Wolffenstein (siehe auch Gesamtanlage Hoch- und Untergrundbahn, Stammstrecke)                                                                     |                         |
| 09066640 | Nollendorfplatz (Lage)                                                      | U-Bahnhof Nollendorfplatz                                                                          | Untergrundbahnhof (U4) 1909–1919 und 1925–1926 von Alfred Grenander |                         |
| 09066640 | Nollendorfplatz (Lage)                                                      | U-Bahnhof Nollendorfplatz                                                                          | Untergrundbahnhof (U1) 1909–1919 und 1925–1926 von Alfred Grenander |                         |
| 09020848 | Nollendorfplatz 3/4 Kleiststraße 41–43 Motzstraße 8 (Lage)                  | Gartenarchitektur mit Statue                                                                       | 1891 von Franz Piater | Statue                  |
| 09066641 | Nollendorfplatz 5 Motzstraße 1–3 Nollendorfstraße 11/12 (Lage)              | Neues Schauspielhaus                                                                               | 1906 Albert Frölich mit Boswau & Knauer |                         |
| 09066642 | Nollendorfstraße 24 (Lage)                                                  | Mietshaus                                                                                          | 1887 von Wendel & Reinicke | Nollendorfstraße 24     |
| 09066643 | Nollendorfstraße 28 (Lage)                                                  | Mietshaus                                                                                          | 1897 von W. Schröder |                         |
| 09066644 | Nürnberger Straße 50 (Lage)                                                 | Femina-Palast (heute: Ellington Hotel)                                                             | 1928–1931 von Bielenberg & Moser; 2006 erfolgte Teilabriss (Nürnberger Straße 50) der Hoffassade und zweier Geschossdecken im Zuge der Erweiterung des Kaufhauses Peek & Cloppenburg. |                         |
| 09066645 | Nürnberger Straße 63 (Lage)                                                 | Auguste-Victoria-Schule (heute: VHS-Kolleg)                                                        | 1902–1903 von Walther Spickendorff |                         |
| 09066647 | Nymphenburger Straße 2 (Lage)                                               | Mietshaus Bestandteil des Ensembles: Nymphenburger Straße                                          | 1912–1913 von Fritz Benthin |                         |
| 09066648 | Nymphenburger Straße 3 (Lage)                                               | Mietshaus Bestandteil des Ensembles: Nymphenburger Straße                                          | 1912–1913 von Fritz Benthin |                         |
| 09066649 | Nymphenburger Straße 4 (Lage)                                               | Mietshaus Bestandteil des Ensembles: Nymphenburger Straße                                          | 1913–1914 von Richard Vogel |                         |
| 09066652 | Nymphenburger Straße 9 (Lage)                                               | Mietshaus Bestandteil des Ensembles: Nymphenburger Straße                                          | 1912–1913 von Fritz Benthin |                         |
| 9097841  | Pallasstraße 1–6A, 28 Potsdamer Straße 170–170B, 172–172D (Lage)            | Wohnanlage „Wohnen am Kleistpark“                                                                  | Wohnhochhaus, 1974–1977 von Jürgen Sawade, Dieter Frowein, Dietmar Grötzebach und Günter Plessow                                                                                      |                         |
| 9097841  | Pallasstraße 1–6A, 28 Potsdamer Straße 170–170B, 172–172D (Lage)            | Wohnanlage „Wohnen am Kleistpark“                                                                  | Wohnzeilen (Zeile & Hufeisen) |                         |
| 09085008 | Pallasstraße 28 (Lage)                                                      | Hochbunker                                                                                         | 1943–1945 von der Philipp Holzmann AG, 1986–1989 Umbau zur Zivilschutzanlage |                         |
| 09066655 | Passauer Straße 4 (Lage)                                                    | Wohn- und Geschäftshaus                                                                            | 1894–1896 von Friedrich Jahnke, Fassadenneugestaltung 1919 von Bernhardt Wilhelm |                         |
| 09066656 | Peter-Vischer-Straße 3 (Lage)                                               | Mietshaus                                                                                          | 1901–1902 von Julius Paesler |                         |
| 09066657 | Potsdamer Straße 131 (Lage)                                                 | Mietshaus                                                                                          | 1897–1898 von Franz Kemnitz |                         |
| 09066658 | Potsdamer Straße 138 (Lage)                                                 | Mietshaus (Entrée)                                                                                 | 1886 von Paul Opitz |                         |
| 09066658 | Potsdamer Straße 138 (Lage)                                                 | Mietshaus (Entrée)                                                                                 | Entrée |                         |
| 09066659 | Potsdamer Straße 140 (Lage)                                                 | Geschäftshaus (heute: Finanzamt Schöneberg)                                                        | 1950–1951 und 1955–1957 von Paul Schwebes |                         |
| 09066660 | Potsdamer Straße 141 (Lage)                                                 | Geschäftshaus                                                                                      | 1910–1911 von Paul Renner |                         |
| 09066661 | Potsdamer Straße 144 (Lage)                                                 | Wohn- und Geschäftshaus                                                                            | 1907–1908 von Rudolf Zahn |                         |
| 09066662 | Potsdamer Straße 156 (Lage)                                                 | Mietshaus                                                                                          | 1885 von Hugo Brodhun |                         |
| 09066663 | Potsdamer Straße 162 Winterfeldtstraße 1 (Lage)                             | Wohn- und Geschäftshaus                                                                            | 1887–1888 von Hans Grisebach |                         |
| 09066183 | Potsdamer Straße 164 (Lage)                                                 | Mietshaus mit Läden                                                                                | 1865–1866 von H. Heydrich und Fr. Schoenfelder; 1928 Aufstockung, Ladenportale und Fassadenüberformung von Erich Teschemacher                                                         |                         |
| 09066664 | Potsdamer Straße 182 (Lage)                                                 | Zentralgebäude der Vermögensverwaltung der Deutschen Arbeitsfront                                  | 1938–1839 von Julius Schulte-Frohlinde |                         |
| 09066665 | Potsdamer Straße 184 (Lage)                                                 | Bürogebäude (später Franck-Haus)                                                                   | 1911–1912 von Kurt Berndt, Umbau 1933 von Paul Schwebes |                         |
| 09066666 | Potsdamer Straße 186 (Lage)                                                 | Kathreiner-Haus                                                                                    | 1929–1930 von Bruno Paul |                         |
| 09066667 | Potsdamer Straße (zwischen Nr. 186 und 188) Heinrich-von-Kleist-Park (Lage) | Königskolonnaden                                                                                   | 1777–1780 von Georg Friedrich Boumann d. J. nach Entwürfen von Carl von Gontard, 1910–1911 von der Königsstraße hierhin versetzt (siehe auch Gartendenkmal Heinrich-von-Kleist-Park). |                         |
| 09066668 | Potsdamer Straße 188–192 Grunewaldstraße 1 (Lage)                           | Oberste Bauleitung der Reichsautobahn, Hauptvereinigung der Deutschen Milchwirtschaft, Bürogebäude | 1938–1939 von Seidel und Lorenz; bis 2008: BVG-Hauptverwaltung; seit 2013: Hochschule der populären Künste                                                                            |                         |
| 09066669 | Potsdamer Straße 199 (Lage)                                                 | Büro- und Geschäftshaus                                                                            | 1914 von Paul Craemer |                         |
| 09066670 | Prellerweg (Lage)                                                           | Fern- und S-Bahn-Unterführung                                                                      | 1928 |                         |
| 09066670 | Prellerweg (Lage)                                                           | Denkmalverlust: Fernbahnunterführung                                                               | 1928; 2003 erfolgte der Abbruch der östlichen Fernbahnbrücken im Zuge des Ausbaus der ICE-Trasse                                                                                      |                         |
| 09066671 | Prellerweg 47 (Lage)                                                        | Wasserturm des ehemaligen Bahnbetriebswerks RBf Tempelhof                                          | 1927 von Hugo Röttcher |                         |
| 09066674 | Priesterweg (Lage)                                                          | S-Bahnhof Priesterweg                                                                              | 1927–1928 von Günther Lüttich |                         |
| 09066675 | Regensburger Straße 1 Viktoria-Luise-Platz 7 (Lage)                         | Mietshaus                                                                                          | 1900–1901 von Richard Göhrmann |                         |
| 09066568 | Richard-von-Weizsäcker-Platz Kolonnenstraße 1 (Lage)                        | Mietshaus                                                                                          | 1889–1892 von Theodor Göttgen |                         |
| 09066569 | Richard-von-Weizsäcker-Platz 5 Hauptstraße 146 Crellestraße 48 (Lage)       | Mietshaus                                                                                          | 1890–1891 von Georg Roensch |                         |
| 09066676 | Rosenheimer Straße 37 (Lage)                                                | Mietshaus                                                                                          | 1909–1910 von Carl Külper |                         |
| 09066677 | Rosenheimer Straße 40 Schwäbische Straße 12 (Lage)                          | Mietshaus                                                                                          | 1908–1909 von Wilhelm Neuendorf |                         |
| 09066679 | Rubensstraße 58 (Lage)                                                      | Mietshaus                                                                                          | 1902–1903 |                         |
| 09066680 | Rubensstraße 63 (Lage)                                                      | Helmholtz-Realgymnasium (heute: Uckermark-Grundschule)                                             | 1907–1909 von Paul Egeling |                         |
| 09066681 | Rubensstraße 70 (Lage)                                                      | Mietshaus                                                                                          | 1907–1908 von James Ruhemann |                         |
| 09066682 | Rubensstraße 74/78 (Lage)                                                   | St. Konrad-Kirche                                                                                  | 1957–1961 von Hans Schaefers |                         |
| 09066376 | Salzburger Straße 21 Nordsternstraße (Lage)                                 | Nordsternhaus                                                                                      | 1913–1914 von Paul Mebes |                         |
| 09066685 | Sponholzstraße 4a/4b (Lage)                                                 | Doppelmietshaus                                                                                    | 1888–1889 von Johannes Schmidt (4a) und 1891 von Peter Fischer (4b) |                         |
| 09066686 | Sponholzstraße 8 (Lage)                                                     | Wohnhaus                                                                                           | 1886 von Carl Böttcher |                         |
| 09066687 | Sponholzstraße 9 (Lage)                                                     | Wohnhaus                                                                                           | 1886 von Carl Böttcher |                         |
| 09066688 | Sponholzstraße 11 (Lage)                                                    | Villa                                                                                              | 1887–1899 von Johannes Schmidt |                         |
| 09066689 | Sponholzstraße 23/24 (Lage)                                                 | Doppelhaus                                                                                         | 1885 von Johannes Schmidt |                         |
| 09066690 | Sponholzstraße 31 (Lage)                                                    | Mietshaus                                                                                          | 1898–1899 von W. Ernst |                         |
| 09066691 | Sponholzstraße 33 (Lage)                                                    | Landhaus                                                                                           | 1885 von Max Nagel |                         |
| 09066692 | Sponholzstraße 49 (Lage)                                                    | Mietshaus                                                                                          | 1887 von Robert Hoffmann |                         |
| 09066693 | Steinmetzstraße 3 (Lage)                                                    | Mietshaus                                                                                          | 1874 von W. Helmsdorff |                         |
| 09066694 | Steinmetzstraße 4/5 (Lage)                                                  | Mietshaus                                                                                          | 1875 von E. Heidrich |                         |
| 09066695 | Steinmetzstraße 20 (Lage)                                                   | Mietshaus                                                                                          | 1875 von H. Riemer |                         |
| 09066696 | Steinmetzstraße 22 (Lage)                                                   | Mietshaus                                                                                          | 1884 von Wilhelm Bragrock |                         |
| 09066697 | Steinmetzstraße 23 (Lage)                                                   | Mietshaus                                                                                          | 1884 von Wilhelm Bragrock |                         |
| 09066698 | Steinmetzstraße 56 (Lage)                                                   | Mietshaus                                                                                          | 1884 von F. Leppien |                         |
| 09066699 | Steinmetzstraße 57 (Lage)                                                   | Mietshaus                                                                                          | 1884 von Wilhelm Bragrock |                         |
| 09066700 | Steinmetzstraße 76 (Lage)                                                   | Mietshaus                                                                                          | 1874 von Albert Voigt |                         |
| 09066701 | Steinmetzstraße 77–78 (Lage)                                                | Mietshaus                                                                                          | 1878 von E. Hustädt |                         |
| 09066703 | Tauentzienstraße 1 (Lage)                                                   | Philips-Haus, Geschäftshaus                                                                        | 1951–1952 von Werner Weber |                         |
| 09066704 | Tauentzienstraße 6 (Lage)                                                   | Geschäftshaus                                                                                      | 1957–1958 von Werner Weber |                         |
| 09066704 | Tauentzienstraße 6 (Lage)                                                   | Geschäftshaus                                                                                      | Garagenzeile |                         |
| 09066708 | Traunsteiner Straße 2 (Lage)                                                | Mietshaus                                                                                          | 1904–1905 von Richard Siebert |                         |
| 09066709 | Viktoria-Luise-Platz (Lage)                                                 | U-Bahnhof Viktoria-Luise-Platz                                                                     | Eingang, 1909–1910 von Ernst Deneke |                         |
| 09066709 | Viktoria-Luise-Platz (Lage)                                                 | U-Bahnhof Viktoria-Luise-Platz                                                                     | Bahnsteig, 1909–1910 von Ernst Deneke |                         |
| 09095581 | Viktoria-Luise-Platz 9 Motzstraße 55 (Lage)                                 | Wohn- und Geschäftshaus                                                                            | 1901–1902 von Boswau & Knauer | Viktoria-Luise-Platz 9  |
| 09095581 | Viktoria-Luise-Platz 9 Motzstraße 55 (Lage)                                 | Wohn- und Geschäftshaus                                                                            | Vestibül und Treppenhaus, 1901–1902 von Boswau & Knauer |                         |
| 09095581 | Viktoria-Luise-Platz 9 Motzstraße 55 (Lage)                                 | Wohn- und Geschäftshaus                                                                            | Restaurantfestsaal, 1901–1902 von Boswau & Knauer |                         |
| 09066761 | Viktoria-Luise-Platz 12A Luitpoldstraße 22/23 (Lage)                        | Hoffassade mit Wandbild                                                                            | 1900 von Johannes Lange (siehe auch Gartendenkmal Vorgarten und Innenhof) | Viktoria-Luise-Platz 12 |
| 09097842 | Vorbergstraße 15 (Lage)                                                     | Kindertagesstätte und Netzstation                                                                  | 1980–1982 von Stephan Heise |                         |
| 09066711 | Wartburgstraße 3 (Lage)                                                     | Mietshaus                                                                                          | 1898–1899 von Ferdinand Höche |                         |
| 09066712 | Wartburgstraße 4 (Lage)                                                     | Mietshaus                                                                                          | 1898 von Hermann Salow |                         |
| 09066713 | Wartburgstraße 52 (Lage)                                                    | Mietshaus                                                                                          | 1898–1899 von Paul Plümke |                         |
| 09066714 | Werdauer Weg 5 (Lage)                                                       | Kapelle des Neuen Zwölf-Apostel-Kirchhofs                                                          | 1905 von Paul Menge |                         |
| 09066715 | Werdauer Weg 8 (Lage)                                                       | Schaltwerk Ebersstraße                                                                             | 1927–1928 von Richard Brademann |                         |
| 09066719 | Wielandstraße 10 (Lage)                                                     | Mietshaus Bestandteil des Ensembles: Wielandstraße                                                 | 1897–1898 von Eduard Bull |                         |
| 09066720 | Wielandstraße 11 (Lage)                                                     | Mietshaus Bestandteil des Ensembles: Wielandstraße                                                 | 1892–1893 von James Ruhemann |                         |
| 09066722 | Wielandstraße 13 (Lage)                                                     | Mietshaus Bestandteil des Ensembles: Wielandstraße                                                 | 1892–1894 von Peter Fischer |                         |
| 09066723 | Wielandstraße 14 (Lage)                                                     | Mietshaus Bestandteil des Ensembles: Wielandstraße                                                 | 1893–1894 von Emil Schütze |                         |
| 09066725 | Wielandstraße 16 (Lage)                                                     | Villa                                                                                              | 1887 von Carl Schäfer |                         |
| 09066726 | Wielandstraße 18 (Lage)                                                     | Mietshaus Bestandteil des Ensembles: Wielandstraße                                                 | 1888–1889, 1893 von Eduard Friedrich |                         |
| 09066727 | Wielandstraße 22 (Lage)                                                     | Mietshaus                                                                                          | 1912 von Max Träger |                         |
| 09066729 | Wielandstraße 27 (Lage)                                                     | Villa                                                                                              | 1886 von Johannes Schmidt |                         |
| 09066730 | Wielandstraße 36 (Lage)                                                     | Mietshaus                                                                                          | 1895–1896 von August Colosser |                         |
| 09066731 | Wilhelm-Hauff-Straße 10 (Lage)                                              | Mietvilla                                                                                          | 1891–1892 von Emil Schütze |                         |
| 09066732 | Willmanndamm 6 (Lage)                                                       | Eingangsportal, Vestibül und Treppenhaus des Mietshauses                                           | Portal, 1894 von J. Behring |                         |
| 09066732 | Willmanndamm 6 (Lage)                                                       | Eingangsportal, Vestibül und Treppenhaus des Mietshauses                                           | Vestibül und Treppenhaus |                         |
| 09066733 | Willmanndamm 7 (Lage)                                                       | Mietshaus                                                                                          | 1892 von A. Reichert |                         |
| 09066734 | Willmanndamm 8 (Lage)                                                       | Mietshaus                                                                                          | 1892 von Franz Pannier |                         |
| 09066735 | Winterfeldtplatz (Lage)                                                     | St. Matthias-Kirche                                                                                | 1893–1895 von Engelbert Seibertz |                         |
| 09066736 | Winterfeldtstraße 7 (Lage)                                                  | Mietshaus                                                                                          | 1884–1885 von W. Rohrschneider |                         |
| 09066737 | Winterfeldtstraße 19/23 (Lage)                                              | Fernmeldeamt 1                                                                                     | 1923–1929 von Otto Spalding und Kurt Kuhlow |                         |
| 09066738 | Winterfeldtstraße 22 (Lage)                                                 | Mietshaus                                                                                          | 1884 von August Koebe |                         |
| 09066739 | Winterfeldtstraße 24 (Lage)                                                 | Mietshaus                                                                                          | 1882–1883 von August Koebe und Max Schubring |                         |
| 09066740 | Winterfeldtstraße 25 (Lage)                                                 | Mietshaus                                                                                          | 1886–1888 von W. Graf |                         |
| 09066741 | Winterfeldtstraße 31 (Lage)                                                 | Mietshaus                                                                                          | 1885–1886 von Otto Sohre |                         |
| 09066742 | Winterfeldtstraße 33 (Lage)                                                 | Mietshaus                                                                                          | 1888 |                         |
| 09066743 | Winterfeldtstraße 35 (Lage)                                                 | Mietshaus                                                                                          | 1887 von F. Hamann |                         |
| 09066744 | Winterfeldtstraße 56 (Lage)                                                 | Mietshaus                                                                                          | 1893 von Hermann Enders |                         |
| 09066744 | Winterfeldtstraße 56 (Lage)                                                 | Mietshaus                                                                                          | Brunnen im Innenhof |                         |
| 09066745 | Winterfeldtstraße 86 (Lage)                                                 | Mietshaus                                                                                          | 1899–1900 von Max Schulz |                         |
| 09066746 | Wittenbergplatz (Lage)                                                      | U-Bahnhof Wittenbergplatz                                                                          | 1902–1903 und 1911–1913 von Alfred Grenander, wiederhergestellt 1983 (siehe auch Gesamtanlage Hoch- und Untergrundbahn, Stammstrecke)                                                 |                         |
| 09066746 | Wittenbergplatz (Lage)                                                      | U-Bahnhof Wittenbergplatz                                                                          | Bahnsteige |                         |
| 09066747 | Wormser Straße 4 (Lage)                                                     | Mietshaus                                                                                          | 1890–1891 von Oskar Lange |                         |
| 09066748 | Yorckstraße 56B (Lage)                                                      | S-Bahnhof Yorckstraße                                                                              | Empfangsgebäude, 1902–1903 von Karl Cornelius |                         |
| 09066748 | Yorckstraße 56B (Lage)                                                      | S-Bahnhof Yorckstraße                                                                              | Bahnsteig, 1902–1903 von Karl Cornelius |                         |
| 09066749 | Yorckstraße (Lage)                                                          | Yorckbrücken                                                                                       | 1883–1935 unter anderem von Franz Schwechten |                         |
| 09066749 | Yorckstraße (Lage)                                                          | Denkmalverlust: Yorckbrücken                                                                       | Im Jahr 2000 erfolgte der Abbruch der Brücken Nr. 9 im Zuge des Ausbaus der ICE-Trasse                                                                                                |                         |
| 09066749 | Yorckstraße (Lage)                                                          | Denkmalverlust: Yorckbrücken                                                                       | Im Jahr 2012 wurden die Brücken der Linie S1 ersetzt. |                         |
| 09066750 | Yorckstraße 47/48 (Lage)                                                    | Mietshäuser                                                                                        | 1886 von Richter & Hemming |                         |
| 09097786 | Yorckstraße 56A (Lage)                                                      | Restaurations- und Wohngebäude                                                                     | 1905 von Hermann Klitscher und Hermann Afdring |                         |

## Gartendenkmale
| Nr.      | Lage | Offizielle Bezeichnung                                               | Beschreibung | Bild              |
| -------- | --- | -------------------------------------------------------------------- | --- | ----------------- |
| 09045870 | Alboinplatz (Lage) | Alboinplatz                                                          | um 1912, 1932–1934 von Erwin Barth (siehe auch Baudenkmal Auerochsen-Denkmal) |                   |
| 09045871 | Apostel-Paulus-Straße 7 (Lage) | Innenhof                                                             | 1903 |                   |
| 09046015 | Arnulfstraße 1–38, 116–136 Domnauer Straße 1A–4, 12–39 Eythstraße 45, 51–63 Harkortstraße 1–8 Reglinstraße 2–22, 25, 26–26E, 27 Röblingstraße 1–23, 27, 29, 37–79 Suttnerstraße 1–24 (Lage) | Freiflächen und Gartenanlagen der Siedlung Lindenhof                 | Freiflächen, 1918–1921 von Leberecht Migge (siehe auch Gesamtanlage Siedlung Lindenhof I) |                   |
| 09046015 | Arnulfstraße 1–38, 116–136 Domnauer Straße 1A–4, 12–39 Eythstraße 45, 51–63 Harkortstraße 1–8 Reglinstraße 2–22, 25, 26–26E, 27 Röblingstraße 1–23, 27, 29, 37–79 Suttnerstraße 1–24 (Lage) | Freiflächen und Gartenanlagen der Siedlung Lindenhof                 | Gartenanlagen, 1918–1921 von Leberecht Migge |                   |
| 09045872 | Ceciliengärten 2–53 Baumeisterstraße 4–8 Rubensstraße 14–50 Semperstraße 2 Sponholzstraße 40/41 Traegerstraße 2/3 (Lage)                                                                    | Grünanlagen der Siedlung Ceciliengärten                              | 1912, 1924–1928 von Albert Brodersen und Heinz Lassen (siehe auch Gesamtanlage Siedlung Ceciliengärten) |                   |
| 09045872 | Ceciliengärten 2–53 Baumeisterstraße 4–8 Rubensstraße 14–50 Semperstraße 2 Sponholzstraße 40/41 Traegerstraße 2/3 (Lage)                                                                    | Grünanlagen der Siedlung Ceciliengärten                              | Fuchsbrunnen, 1912 von Max Esser |                   |
| 09045872 | Ceciliengärten 2–53 Baumeisterstraße 4–8 Rubensstraße 14–50 Semperstraße 2 Sponholzstraße 40/41 Traegerstraße 2/3 (Lage)                                                                    | Grünanlagen der Siedlung Ceciliengärten                              | Bronzefigur Der Morgen, 1925 von Georg Kolbe |                   |
| 09045872 | Ceciliengärten 2–53 Baumeisterstraße 4–8 Rubensstraße 14–50 Semperstraße 2 Sponholzstraße 40/41 Traegerstraße 2/3 (Lage)                                                                    | Grünanlagen der Siedlung Ceciliengärten                              | Bronzefigur Der Abend, 1925 von Georg Kolbe |                   |
| 09045873 | Freiherr-vom-Stein-Straße Fritz-Elsas-Straße Kufsteiner Straße Martin-Luther-Straße (Lage)                                                                                                  | Rudolph-Wilde-Park                                                   | 1909–1912 von Paul Wolf u. a. |                   |
| 09045873 | Freiherr-vom-Stein-Straße Fritz-Elsas-Straße Kufsteiner Straße Martin-Luther-Straße (Lage)                                                                                                  | Rudolph-Wilde-Park                                                   | Hirschbrunnen, 1912 von August Gaul |                   |
| 09045873 | Freiherr-vom-Stein-Straße Fritz-Elsas-Straße Kufsteiner Straße Martin-Luther-Straße (Lage)                                                                                                  | Rudolph-Wilde-Park                                                   | Denkmal für die Gefallenen der Eisenbahntruppen, 1929 von Otto Siepenkothen, Heinrich und Willy Meller. Im Park sind nur noch Treppenanlage und Fundament vorhanden. Das Denkmal wurde Mitte der 1990er Jahre in die Kurmark-Kaserne im märkischen Storkow versetzt. |                   |
| 09045874 | Großgörschenstraße 12 (Lage) | Alter St.-Matthäus-Kirchhof Berlin                                   | Friedhof, angelegt 1855, Erweiterungen 1863, 1866 und 1884 |                   |
| 09045874 | Großgörschenstraße 12 (Lage) | Alter St.-Matthäus-Kirchhof Berlin                                   | Trauerhalle, 1906–1909 von Gustav Werner und Carl Thesenwitz |                   |
| 09045874 | Großgörschenstraße 12 (Lage) | Alter St.-Matthäus-Kirchhof Berlin                                   | Denkmalgarten mit Gruftanlage für David Justus Ludwig Hansemann, vor 1877 von Friedrich Hitzig |                   |
| 09045874 | Großgörschenstraße 12 (Lage) | Alter St.-Matthäus-Kirchhof Berlin                                   | Mausoleum von Hansemann, 1901 von Hermann Ende |                   |
| 09045874 | Großgörschenstraße 12 (Lage) | Alter St.-Matthäus-Kirchhof Berlin                                   | Portal, 1903 |                   |
| 09045876 | Hauptstraße 18 (Lage) | Innenhof                                                             | 1901–1902 (siehe auch Baudenkmal Doppelmietshaus) |                   |
| 09045877 | Hauptstraße 46 Belziger Straße 63–67 (Lage) | Alter Kirchhof Schöneberg Bestandteil des Ensembles: Dorf Schöneberg | vor 1685, ab 1764–1766, Erweiterung 1867–1868 |                   |
| 09046244 | Kolonnenstraße 24/25 (Lage) | Alter Zwölf-Apostel-Kirchhof                                         | 1864–1879 von Carl David Bouché |                   |
| 09046244 | Kolonnenstraße 24/25 (Lage) | Alter Zwölf-Apostel-Kirchhof                                         | Kapelle & Totenhalle, 1865–1866 von Gärtner Beide Gebäude existieren heute nicht mehr. |                   |
| 09046244 | Kolonnenstraße 24/25 (Lage) | Alter Zwölf-Apostel-Kirchhof                                         | Kapelle, 1957 von Georg Lichtfuss |                   |
| 09045885 | Potsdamer Straße (Lage) | Heinrich-von-Kleist-Park                                             | 1910–1912 von Albert Brodersen, 1945 von Georg Béla Pniower (siehe auch Baudenkmale Kammergericht und Königskolonnaden) |                   |
| 09045885 | Potsdamer Straße (Lage) | Heinrich-von-Kleist-Park                                             | Gruppe der Rossebändiger, 1842 von Peter Jakob Clodt von Jürgensburg (von der Terrasse des Berliner Schlosses) |                   |
| 09045885 | Potsdamer Straße (Lage) | Heinrich-von-Kleist-Park                                             | Plastik Genius des Geistes, 1871–1876 von Albert Wolff (vom ehem. Reiterstandbild Friedrich Wilhelms III. im Lustgarten) |                   |
| 09045885 | Potsdamer Straße (Lage) | Heinrich-von-Kleist-Park                                             | Skulptur der Melpomene, 1749 (Spolie vom ehem. Akademiegebäude Unter den Linden) |                   |
| 09045887 | Rubensstraße 125 (Lage) | Auguste-Viktoria-Krankenhaus, Krankenhausgarten                      | 1903–1910 | Krankenhausgarten |
| 09010157 | Viktoria-Luise-Platz (Lage) | Stadtplatz                                                           | 1899–1900 von Fritz Encke |                   |
| 09045894 | Viktoria-Luise-Platz 12A (Lage) | Vorgarten und Innenhof                                               | Innenhof, 1901 (siehe auch Baudenkmal Hoffassade mit Wandbild) |                   |
| 09045894 | Viktoria-Luise-Platz 12A (Lage) | Vorgarten und Innenhof                                               | Vorgarten, 1901 |                   |

## Bodendenkmale
| Nr.      | Lage                       | Offizielle Bezeichnung | Beschreibung | Bild |
| -------- | -------------------------- | --- | ------------ | ---- |
| 09085031 | Hauptstraße 122–124 (Lage) | „Jagdschlösschen“, Fundamentmauern und Gewölbekeller eines Freigutes aus dem Spätmittelalter bis zum Ende des 18. Jahrhunderts |              |      |

## Ehemalige Denkmale
| Nr.       | Lage                         | Offizielle Bezeichnung(Stand der Denkmalliste bei Entfernung)                                               | Beschreibung | Bild                     |
| --------- | ---------------------------- | --- | --- | ------------------------ |
| 09066654  | General-Pape-Straße 1        | S-Bahnhof Papestraße                                                                                        | Erbaut 1898–1901 von Karl Cornelius und Waldemar Suadicani; 2003 erfolgte der Abbruch des Bahnhofs Papestraße/Empfangsgebäude und der S-Bahnsteige zum Neubau des Fernbahnhofs Südkreuz. Erhalten ist nur der Uhrenturm des Empfangsgebäudes. |                          |
| 09066531  | Hauptstraße 46 (Lage)        | Erbbegräbnis Ahlers auf dem Alten Kirchhof Schöneberg Ehemaliger Bestandteil des Ensembles: Dorf Schöneberg | um 1904, 2017 aberkannt (siehe auch und Gartendenkmal Hauptstraße 46) |                          |
| 09066564  | John-F.-Kennedy-Platz (Lage) | Bedürfnisanstalt                                                                                            | um 1925 von Heinz Lassen, Abriss erfolgte 2002, Verfüllung des unterirdischen Teils |                          |
| 09066639  | Naumannstraße                | Ringbahnbrücke Naumannstraße                                                                                | 1906 ausgeführt vom Ministerium für öffentliche Arbeiten; 2002 erfolgte Abriss im Zuge des Neubaues des Fernbahnhofs Südkreuz |                          |
| 09066672  | Prellerweg 47 (Lage)         | Werkhallen des ehemaligen Bahnbetriebswerks RBf Tempelhof                                                   | um 1930, 2017 aberkannt |                          |
| 09066672  | Prellerweg 47 (Lage)         | Werkhallen des ehemaligen Bahnbetriebswerks RBf Tempelhof                                                   | Kleine Halle |                          |
| 09066672  | Prellerweg 47 (Lage)         | Werkhallen des ehemaligen Bahnbetriebswerks RBf Tempelhof                                                   | Brückenmeisterei |                          |
| unbekannt | Sponholzstraße 43/44         | Innenhof | nach 2001 erfolgte die Aberkennung des Denkmalstatuses | Sponholzstraße Hinterhof |
| unbekannt | Winterfeldtstraße 60         | Innenhof | 1893–1894, nach 1995 erfolgte die Aberkennung des Denkmalstatuses |                          |
| 09080617  | Wittenbergplatz (Lage)       | Bedürfnisanstalt                                                                                            | 1913–1914 von Alfred Grenander, 2017 aberkannt |                          |